# JR東日本E131系電車
E131系電車（E131けいでんしゃ）は、東日本旅客鉄道（JR東日本）の直流一般形電車。

## 概要
房総地区の電化路線の末端区間におけるワンマン運転対応車両として、2020年（令和2年）5月12日に製造が公表された。
同区間ではそれまで209系2000・2100番台が4両または6両編成で運用されていたが、それぞれの線区・区間の利用状況に合わせて柔軟に列車設定が可能となるようにすること、効率的なメンテナンスを行うための線路設備モニタリング装置および車両状態監視保全に向けた装置を短編成ながら搭載すること、利用客に対して快適な車両を提供することの3つの要件を解決する必要があったため新形式・新造車両の導入に至った。
これまで房総地区では、209系や211系など他線区で余剰となった経年車両を転属させた上で運用されており、房総地区で新製車両が運用されるのは国鉄時代に投入された113系以来、51年ぶりとなった。
MM'ユニット方式を採用した209系では最短でも2M2Tの4両編成となるのに対し、E131系では1M方式を採用して最短2両編成（1M1T）からの組成を可能とし、運転席から乗降を確認するカメラなど、ワンマン運転対応機器を備える。ステンレス製の幅広車体を採用し、スイッチング部とダイオード部、またはダイオード部のみにSiCを採用して消費電力の抑制につなげる。
2020年7月に2編成4両が総合車両製作所新津事業所から出場し、本線試運転が行われた。2両編成12本の計24両を製造し、2021年（令和3年）3月13日から運用を開始した。
その後、2021年11月18日より相模線、2022年3月12日より宇都宮線・日光線、2023年12月24日より鶴見線に投入。また、2025年冬季より仙石線にも導入される。
これらは老朽化した205系（相模線用500番台、宇都宮線・日光線用600番台、鶴見線用1100番台、仙石線用3100番台）・209系（成田線・房総地区各線用2000・2100番台）の置き換えが主な目的となっている。

## 共通事項
本項では共通事項について述べ、番台毎の差異については次項で述べる。

### 車体
下部にある台枠の一部を除きステンレスを用いた拡幅車体（鶴見線仕様車のみストレート車体）で、客室部はE235系、乗務員室はE129系を基本とした構造を採用し、205系や209系よりも広い客室を確保している。将来的にホームドアが整備された駅に乗り入れることを想定し、扉位置を合わせるため、側面の乗降扉は片側4か所ある。各々の扉の横にはボタンの周囲のLEDが点灯するタイプの半自動スイッチが室内外に装備されている。前面および側面にはフルカラーLED行先表示器が設置されている。
前面は踏切事故対策からE721系およびE129系と同等の前面強化を図ったほか、側面衝突対策としてE233系と同等の強度を採用した上で、ロールケージによって更なる強化を図っている。屋根構造としては極力横風の抵抗を小さくするため、抵抗に対して影響の少ない空調装置部を除き歩み板を省略している。郊外・地方線区向けに必要な車両性能を考慮して、ブレーキ抵抗器や霜取りパンタを増設できるようにあらかじめ配慮をした設計が採られている。前部標識灯・後部標識灯は地上からの視認性を向上させるため前面の上部に取付けられており、照明はLEDとした。着雪防止のため、前面ガラスの内側に配置している。このLEDは従来のシールドビームやHIDよりも発熱量が少ないため、前面ガラスの熱線を標識灯の部分まで拡大させている。
ワンマン運転に対応するため、車両側面にはE531系3000番台と同様、乗務員が運転台から確認する乗降確認カメラ、ホーム検知装置を設置している。一方、乗務員室は運賃箱や室内確認ミラーなどの従来のワンマン運転で使用している装備は準備工事に留め、運転台上部にホームモニター映像情報装置を配置している。

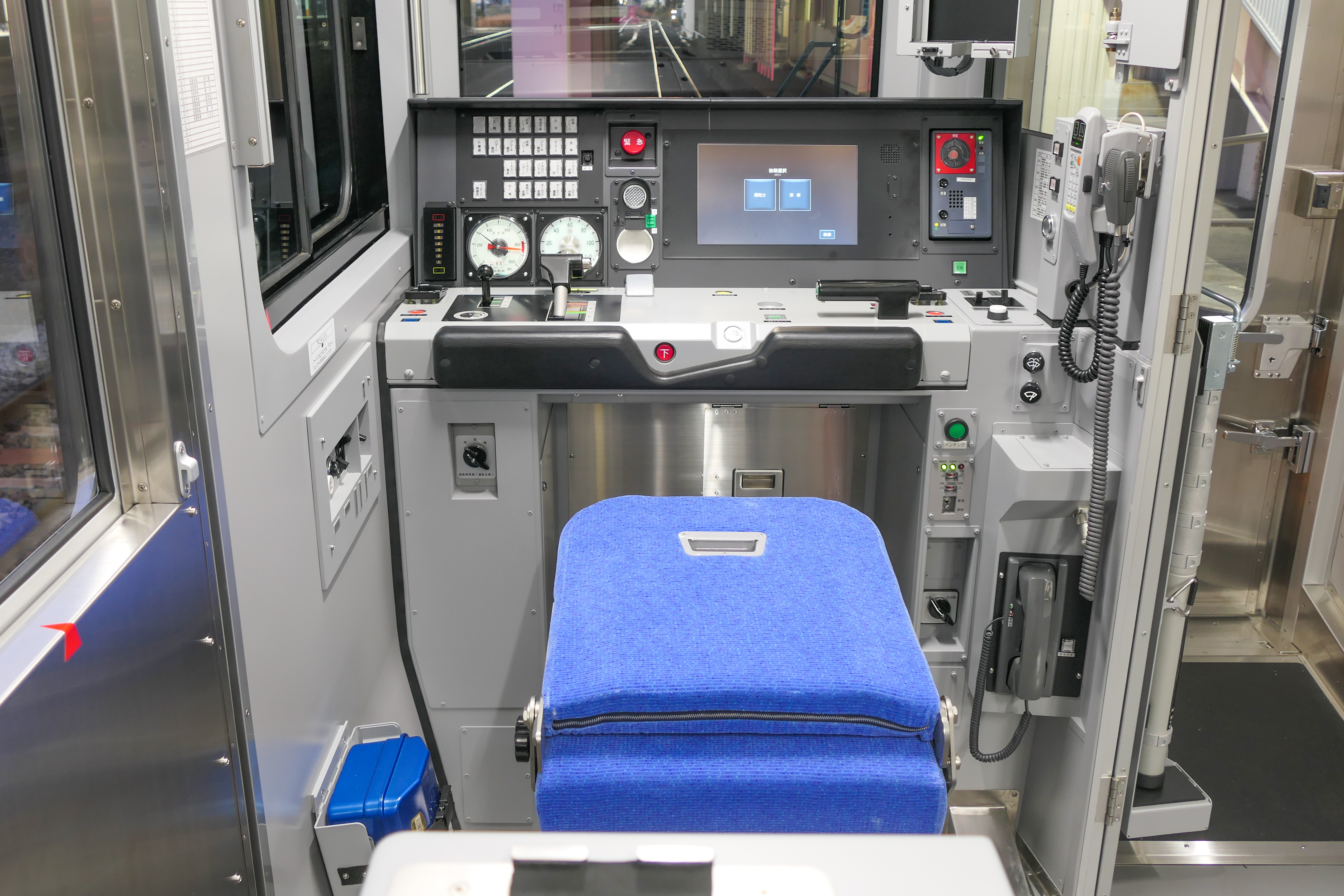
乗務員室
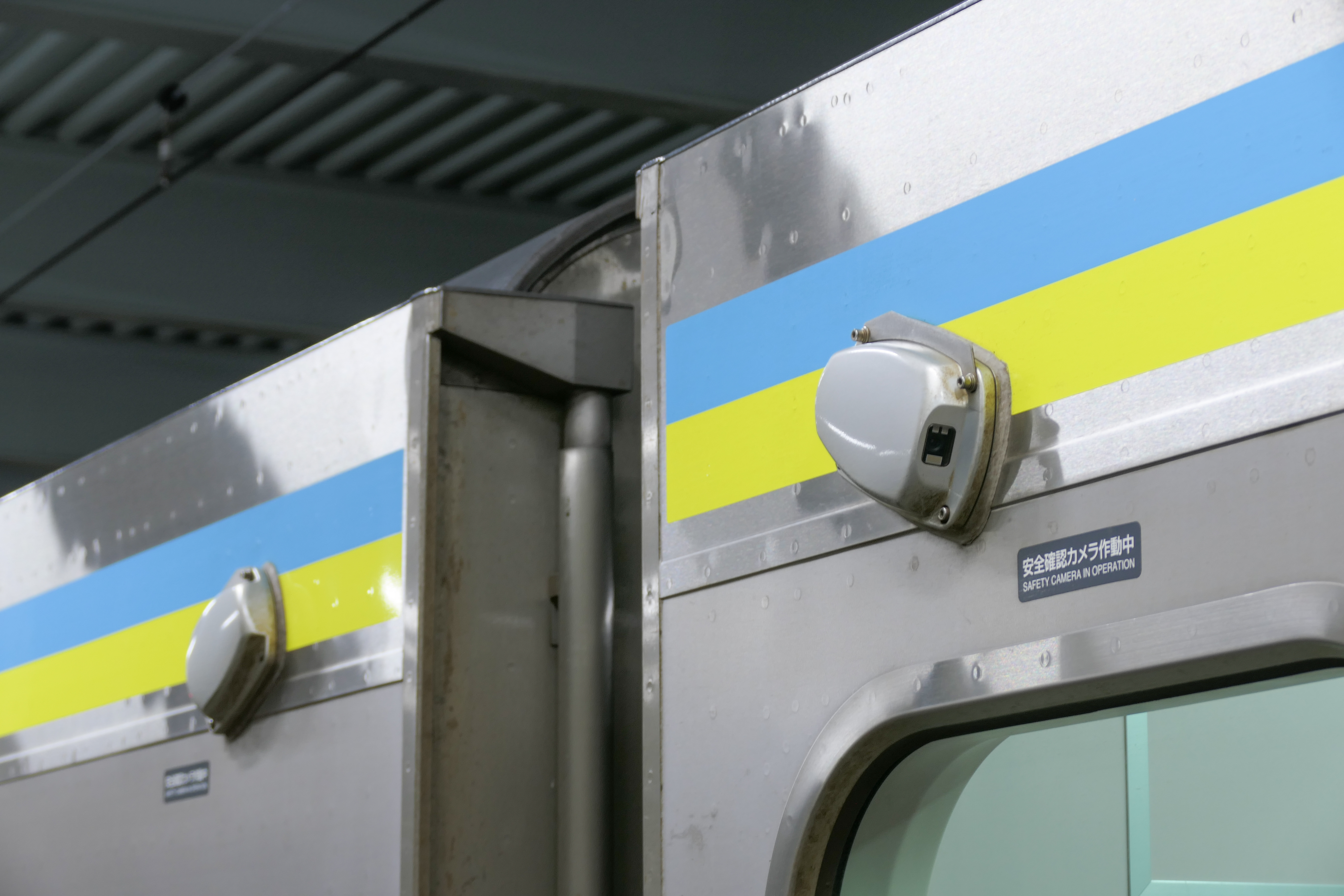
乗降確認カメラ
側面行先表示

### 車内
一人分の座席幅は460 mmで、209系と比較して10 mm拡大しているほか、低座面化、クッション性を向上している。袖仕切は立客の姿が隣り合う着席客の視界に入らないようにという利用客からの要望から、E235系1000番台と同様に天地寸法を高くし、これまでのデザインから大きく変更している。
乗降扉上部には、トレインチャンネルなどを表示する広告枠を省略した、17インチの車内案内表示装置を1箇所ずつ千鳥配置に設置し、多言語による情報提供の充実を図っている。また、扉開閉時には各扉に設置したドアチャイムが鳴り、同時に扉鴨居下部に設置した扉開閉表示灯が点滅する。
吊り手高さの改善や、ホームとの段差低減、各車両に車椅子やベビーカーの利用客のためのフリースペースを設置し、優先席とともにわかりやすい配色としている。
各車両の客室には車内防犯カメラを設置し、非常通話装置を1両につき4か所に増やすことで、セキュリティ向上を図っている。
また、荷物が挟まれた場合でも引き抜きやすいドアとしている。側引戸装置には、ラック・アンド・ピニオン方式の電気式戸閉装置を採用した。
線路設備モニタリング装置を搭載している車両（80・580・680・1080番台）においては、床下に線路設備モニタリング装置を搭載していることから床下スペースが減少しているため、80・580・680番台ではその分のATS-P装置や共通機器箱の機能を室内の機器室や天井部への設置に変更している。そのため、0・500・600・1000・1080番台とは座席配置や天井部の仕様が異なる。

### 主要機器
制御装置は半導体素子にSiCを採用する。補助電源装置として、SC124形静止形インバータ（SIV）を搭載する。空気圧縮機はスクロール式（オイルフリー）を採用する。
情報制御装置はMON25型を搭載。モニタリング技術を活用した車両状態監視機能や、80・580・680・1080番台の車両に線路設備状態監視機能を搭載し、故障の予兆を事前に把握することができる。

## 番台別概説
線路設備モニタリング装置を搭載している車両は番台区分ごとに+80番台の別区分となっているが、車体重量・座席配置以外の構成は同一のため、両者は区別せずに記す。

### 0番台（房総地区用）

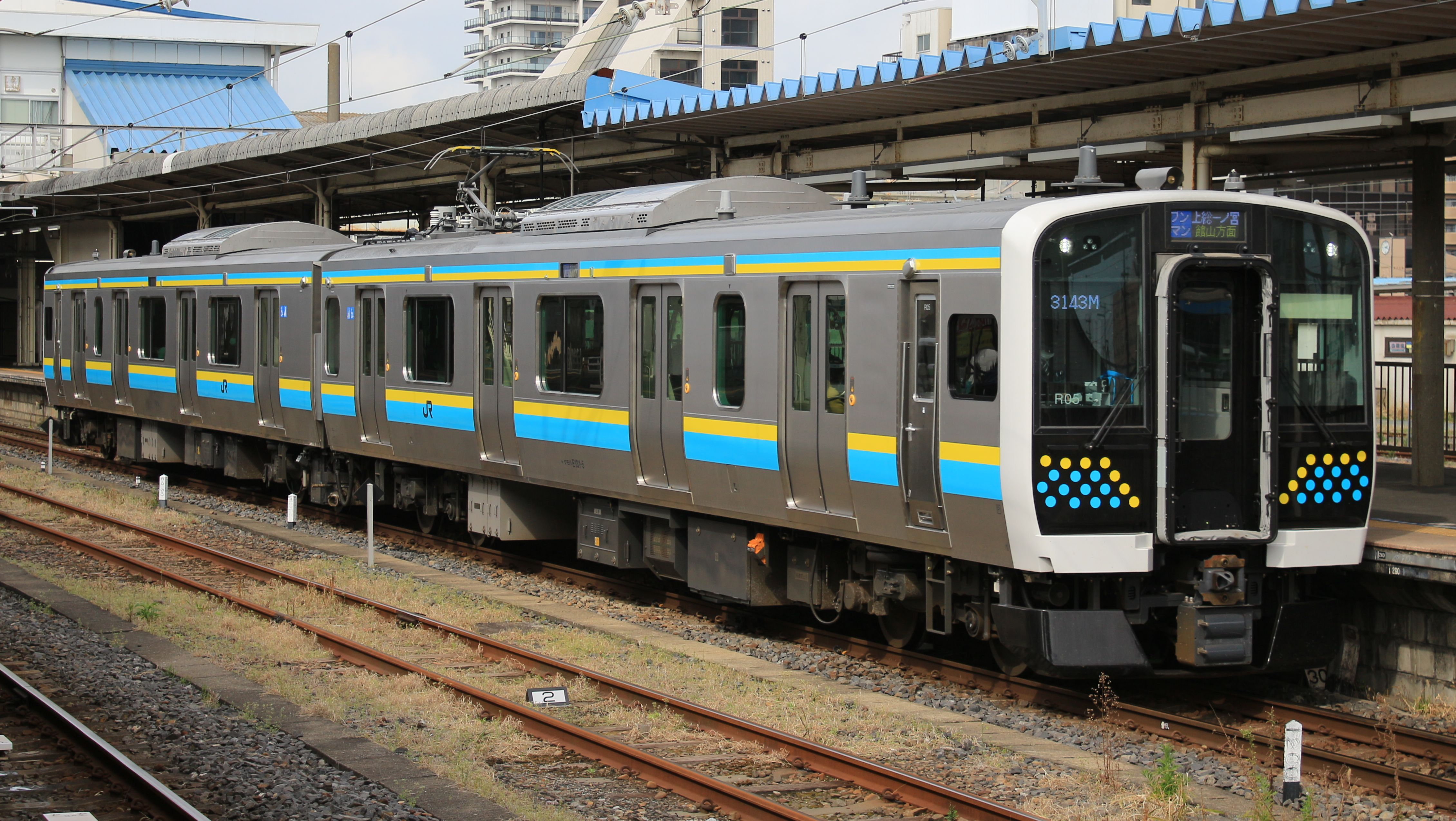
0番台

クモハE131形とクハE130形の2両編成を組む。車両デザインは、優雅で生命感のある房総の海をイメージした明るい青色と内陸を彩る菜の花の色をイメージした黄色の帯を配し、前面は房総の海の波飛沫をイメージした水玉模様としている。
座席は乗務員室から遠い箇所をセミクロスシート、近い箇所をロングシートとしている。ただし、線路設備モニタリング装置を搭載している車両（80番台）は、機器類が設置されているため一部座席配置が異なる。座席モケットのデザインは外観と同様に、房総の海をイメージした明るい青色と内陸を彩る菜の花の色を採用している。
車いす対応大型の洋式トイレを千葉寄りの車両（クハE130側）に設置している。
列車制御システムは2+2+2の3編成を連結した最大6両編成に対応している。
編成表
|              | ← 千葉安房鴨川・ 鹿島神宮 →  |                              |
|              |                              |                              |
|              |                              | ＜                           |
| 形式         | クハE130 (Tc')               | クモハE131 (Mc)              |
| 搭載機器     | SIV・CP                      | VVVF                         |
| 車両重量 (t) | 35.1（0番台） 35.7（80番台） | 36.8（0番台） 37.2（80番台） |

- ＜：シングルアームパンタグラフ
- VVVF：VVVFインバータ装置
- CP：空気圧縮機
- SIV：補助電源装置（静止型インバータ）

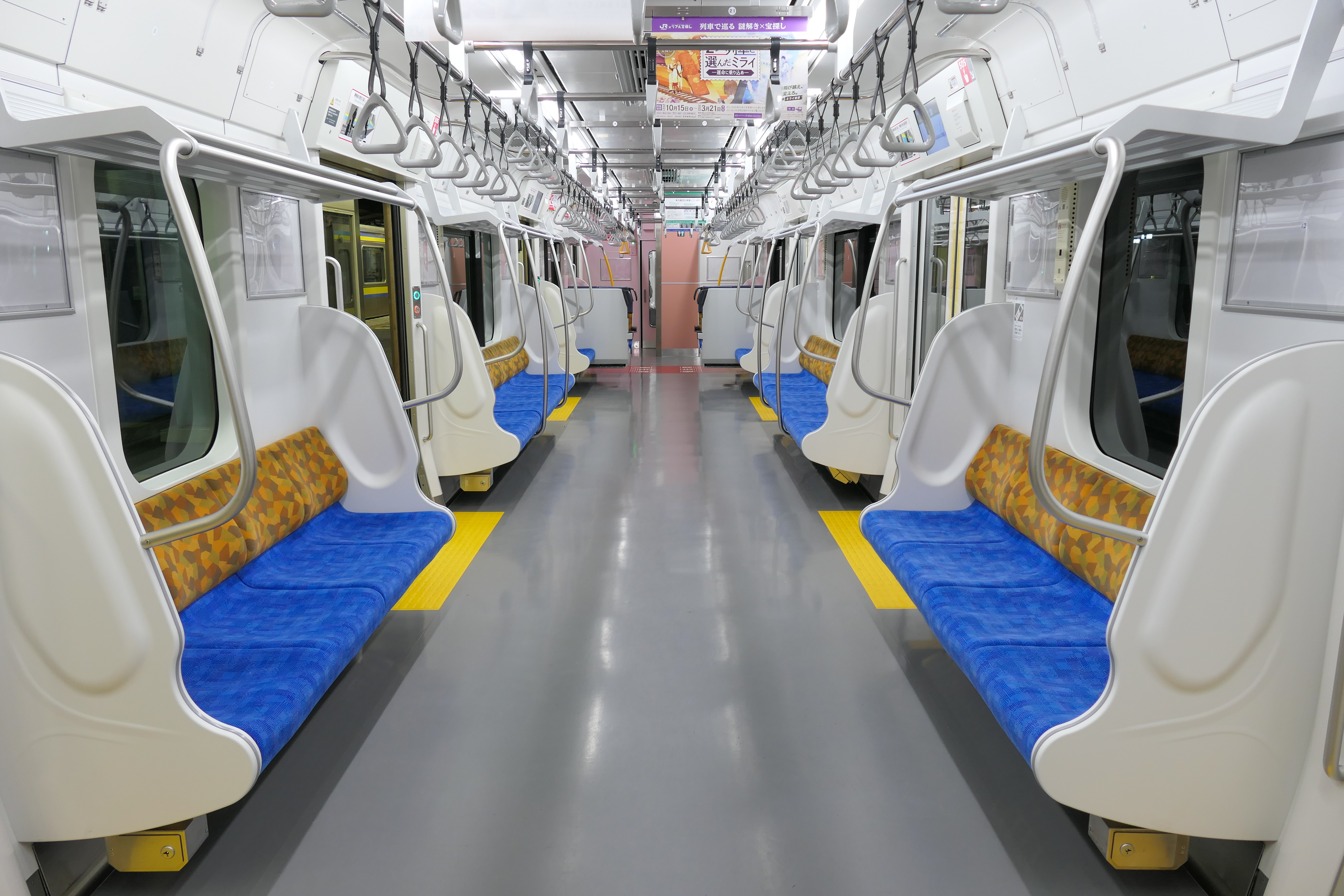
ロングシート部
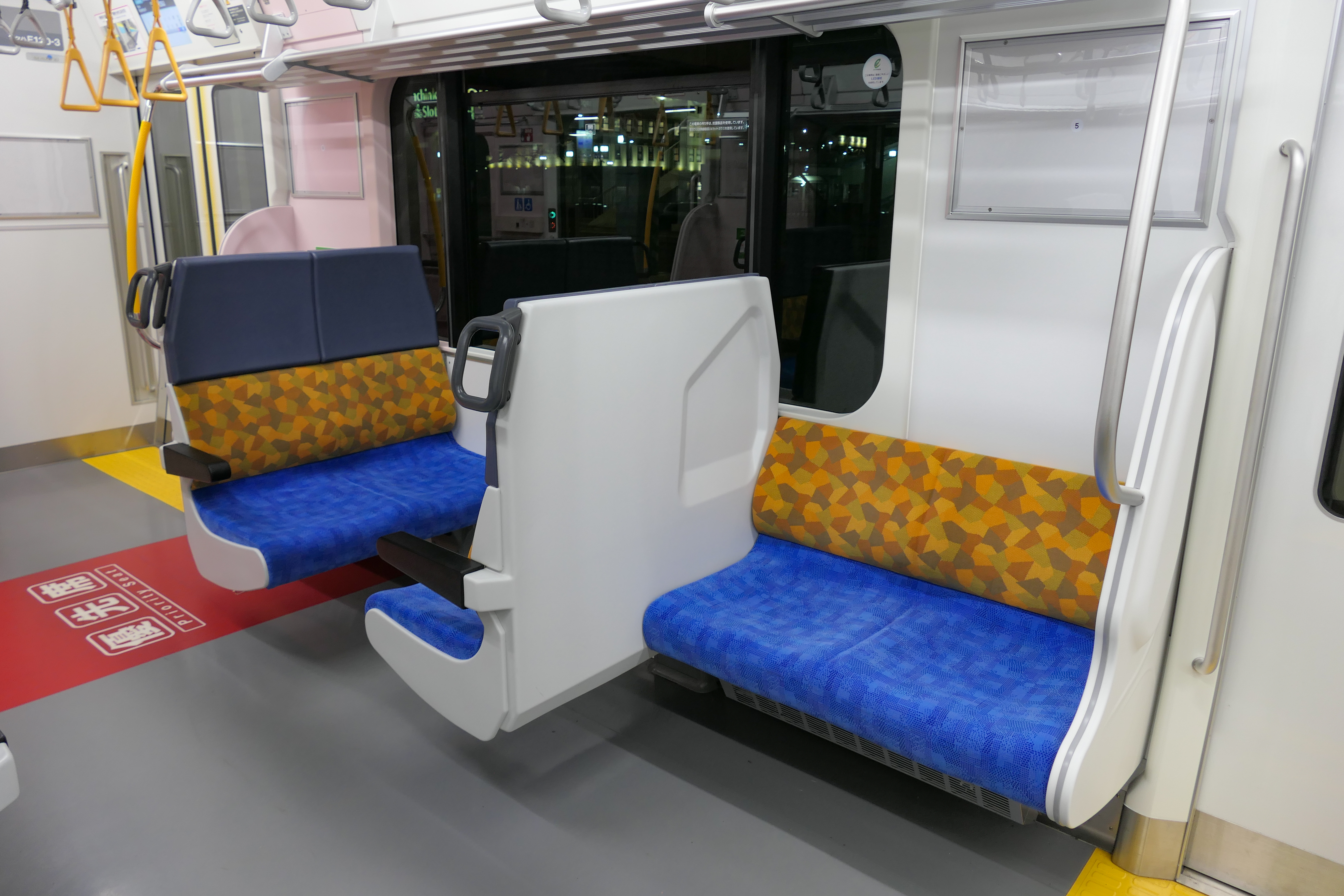
クロスシート部（0番台）
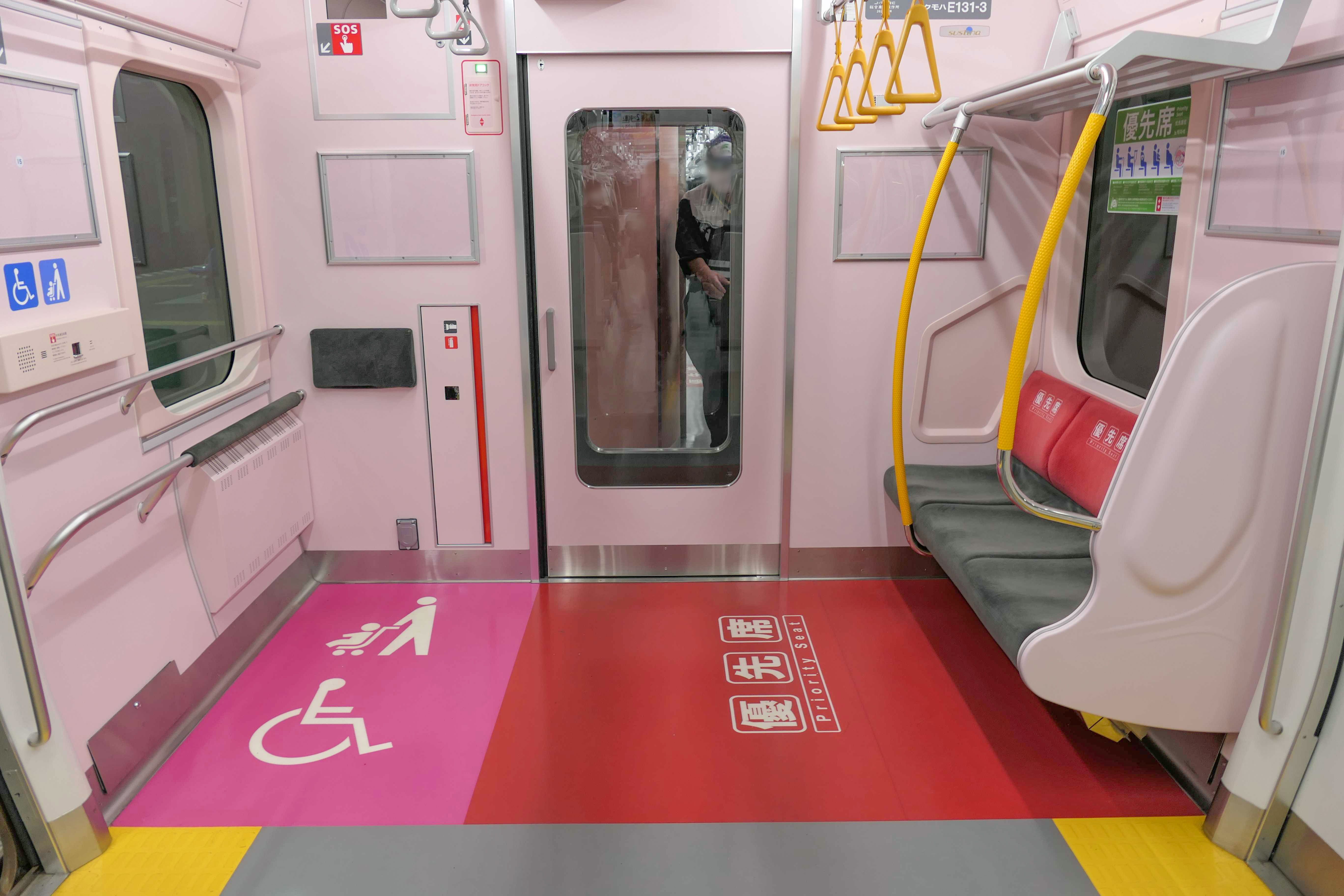
フリースペース・優先席（0番台）
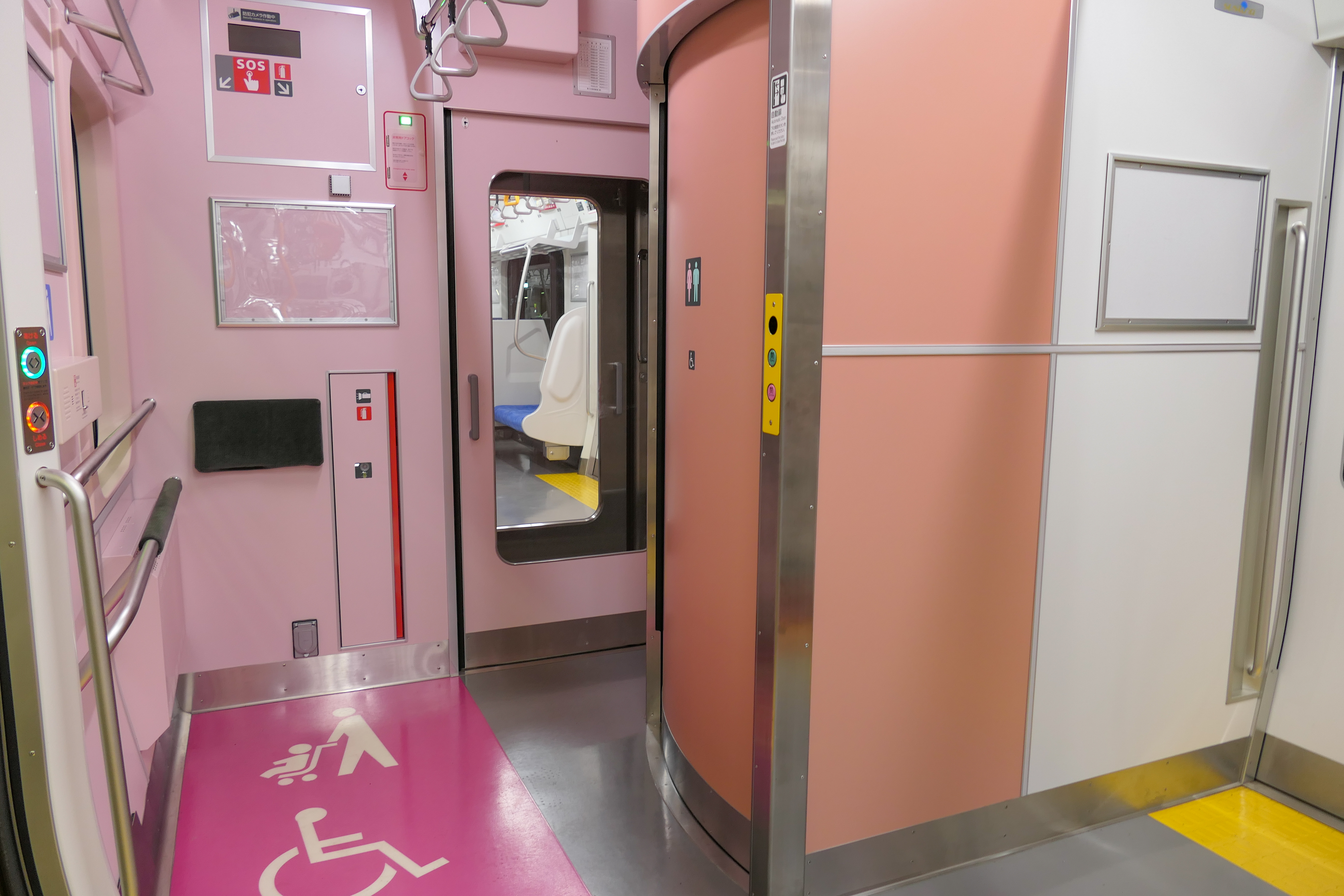
トイレ設置部
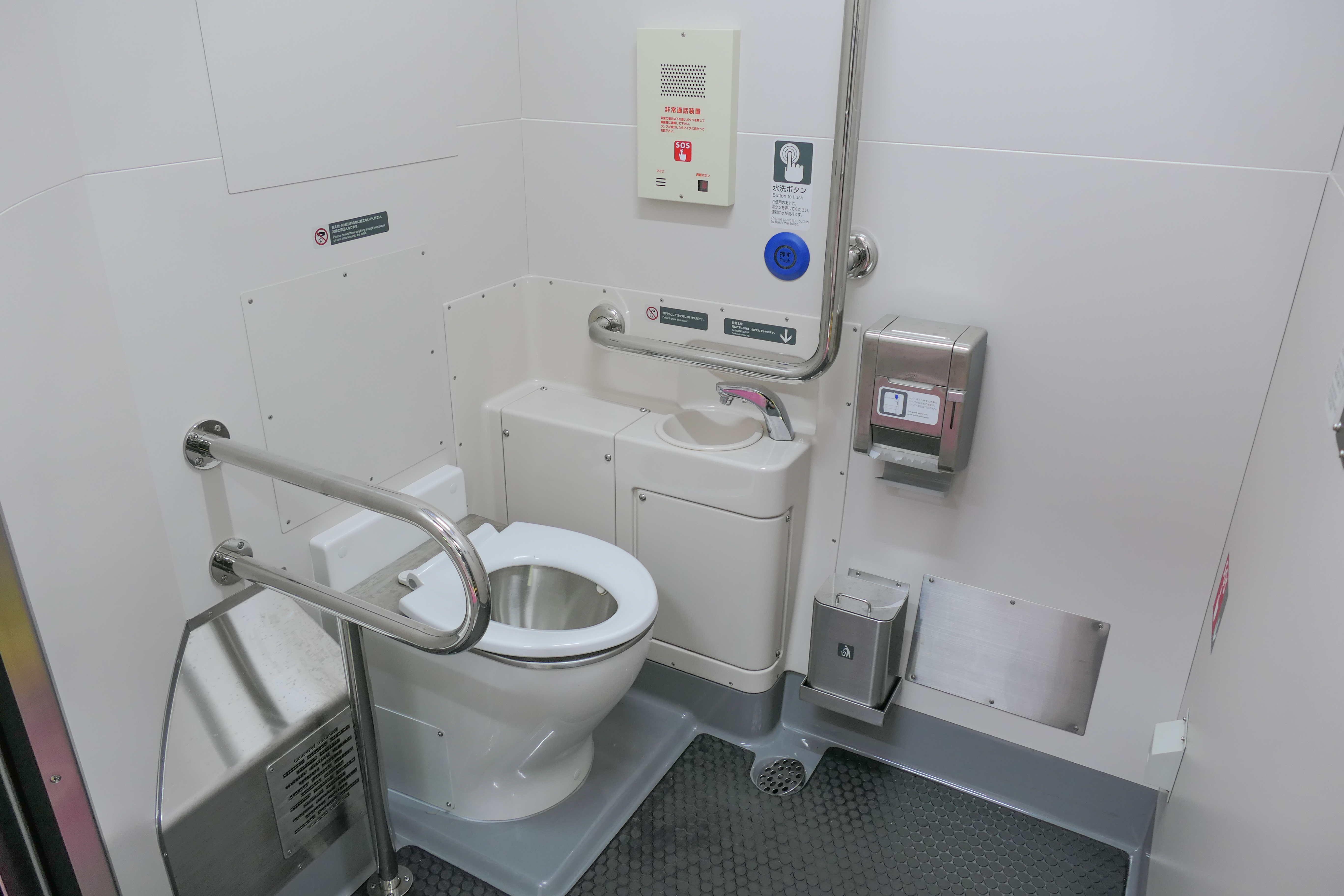
トイレ内部
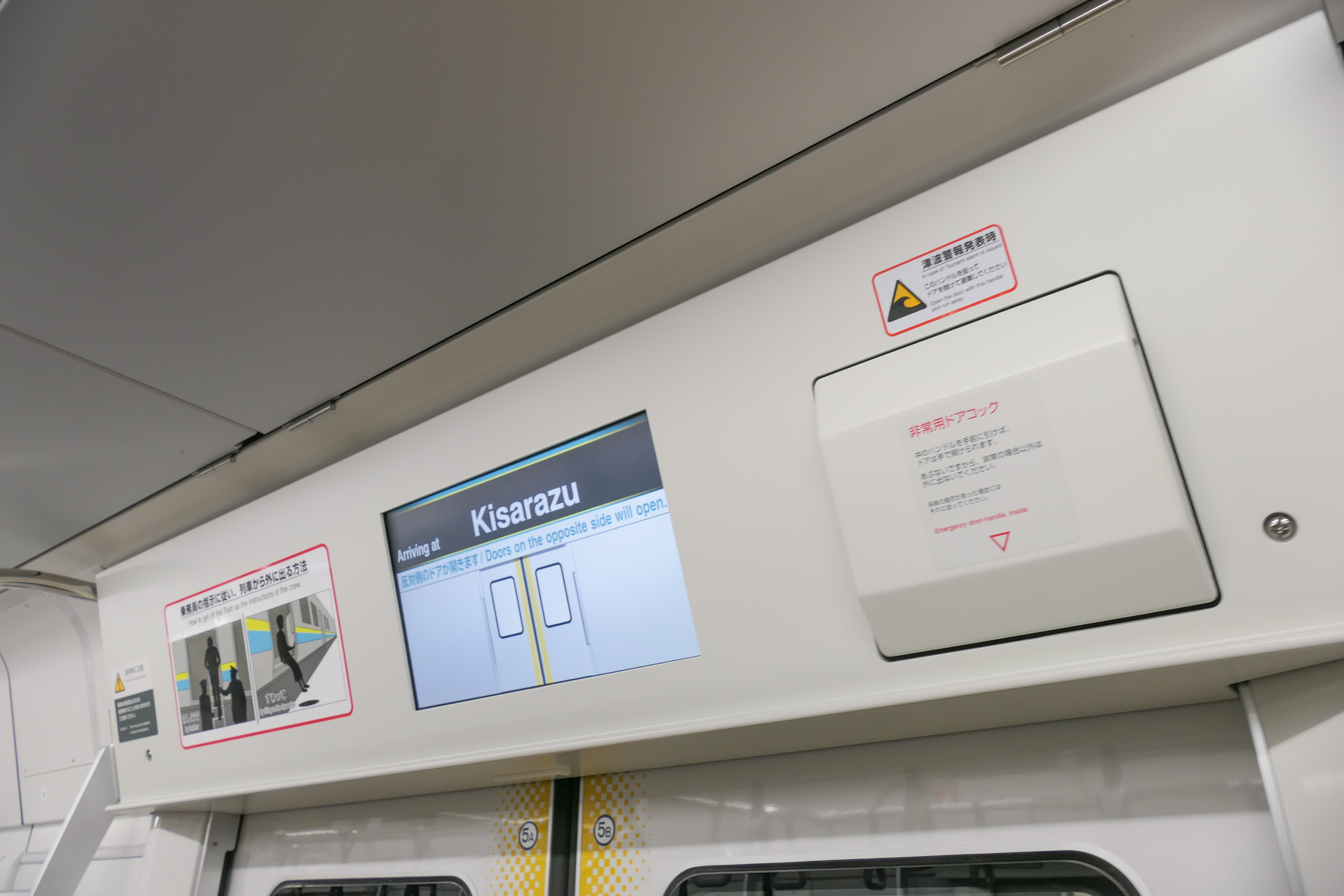
車内案内表示装置
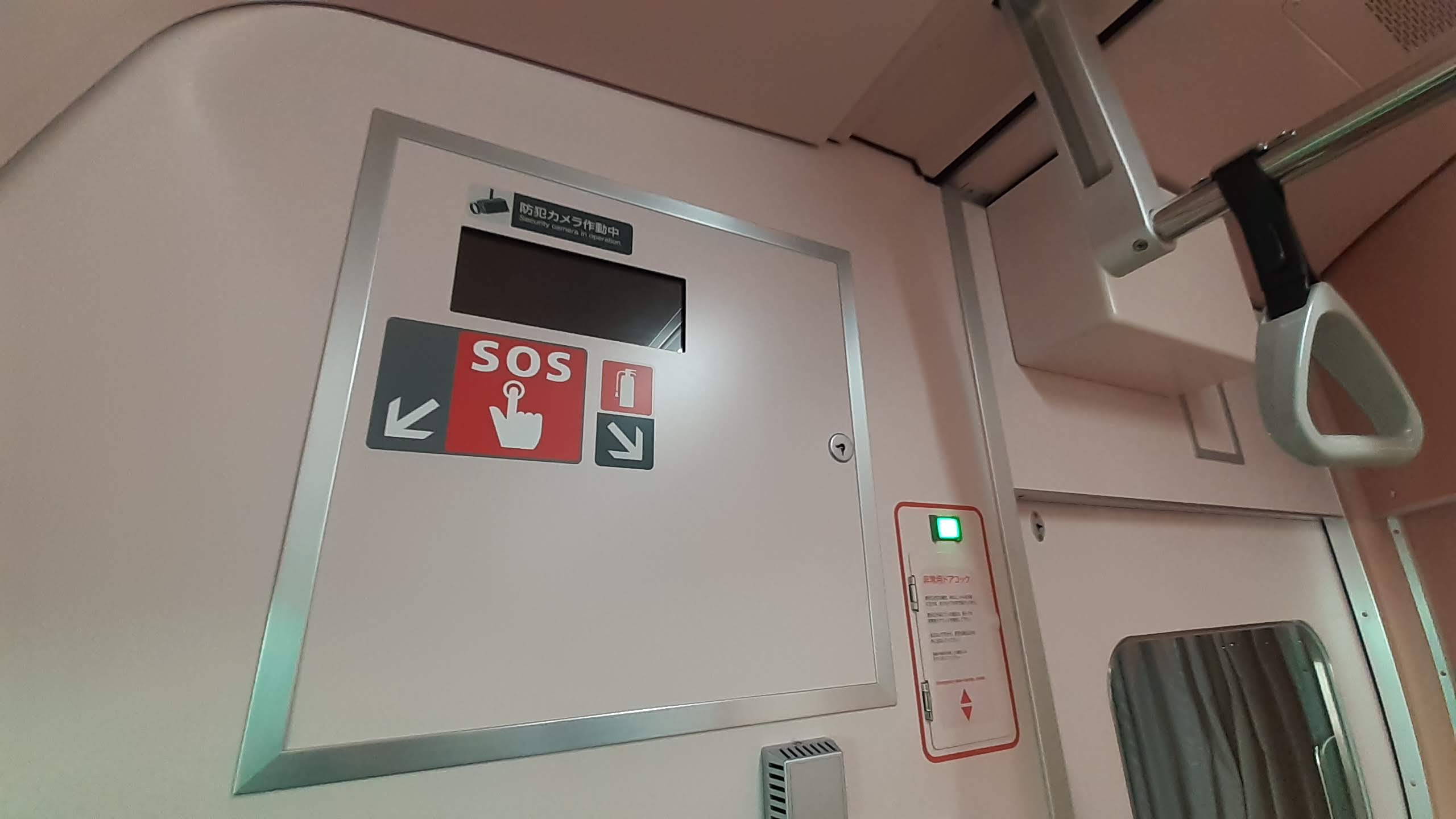
監視カメラ（0番台）

### 500番台（相模線用）

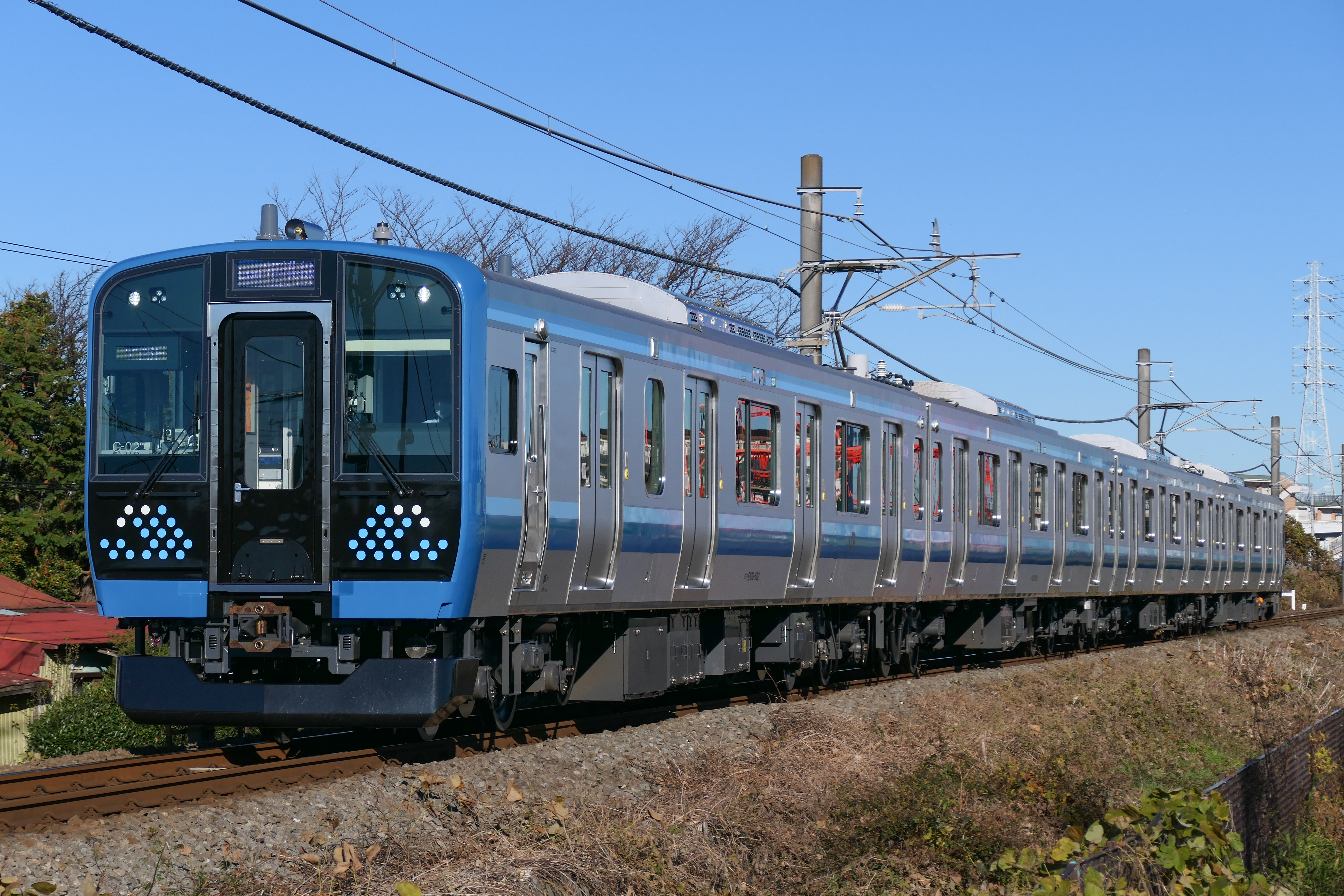
500番台

置換対象だった205系500番台と同様に2M2Tの4両編成を組む。 車両デザインは、遠くまで広がる湘南の海をイメージした濃淡2色の青色を前面・側面に配し、前面は湘南の海とダイナミックな波の水飛沫をイメージした水玉模様を採用している。
車内はオールロングシート仕様で、座席表皮は相模川や湘南の海をイメージしたブルー系のツートンカラーとしている。トイレは設置されていない。
運転台は貫通式だが併結運転を考慮していないため、0・600番台に設置されている電気連結器は設けていない。一部の編成のT車にはレール塗油器を設置している。0番台からの変更点として、CBM対象機器の見直しと今後の機能拡張を見据えて車両情報管理装置の制御伝送化が行われている。
編成表
|              | ← 茅ケ崎橋本 →                  |               |              |                                 |
|              |                                 |               |              |                                 |
|              |                                 | ＜            |              | ＜                              |
| 形式         | クハE130 (Tc')                  | モハE130 (M2) | サハE131 (T) | クモハE131 (Mc)                 |
| 搭載機器     | SIV・CP                         | VVVF          | SIV・CP      | VVVF                            |
| 車両重量 (t) | 33.7（500番台） 34.9（580番台） | 32.4          | 30.0         | 36.9（500番台） 37.8（580番台） |

- ＜：シングルアームパンタグラフ
- VVVF：VVVFインバータ装置
- CP：空気圧縮機
- SIV：補助電源装置（静止型インバータ）

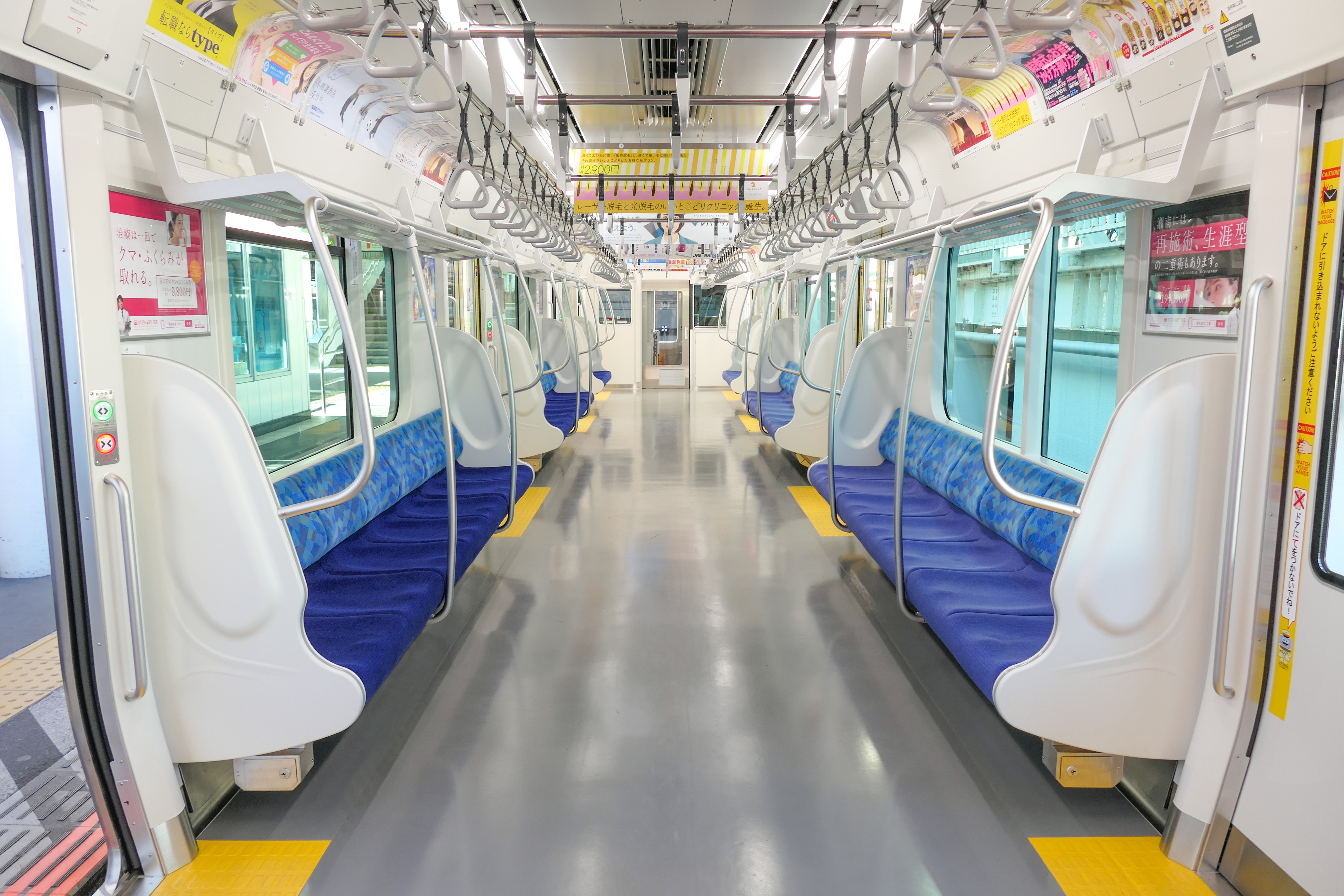
車内（500番台）
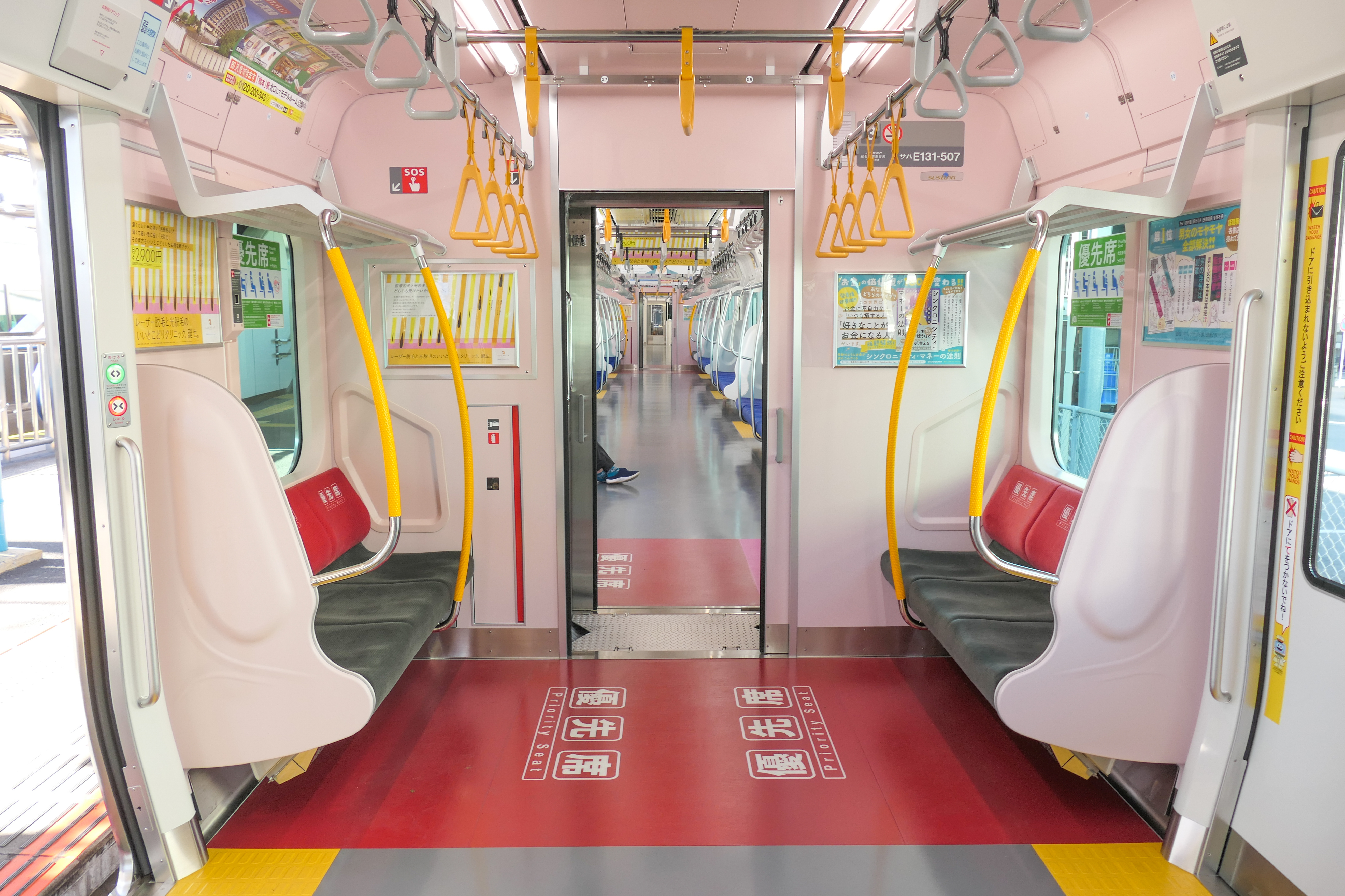
優先席（500番台）
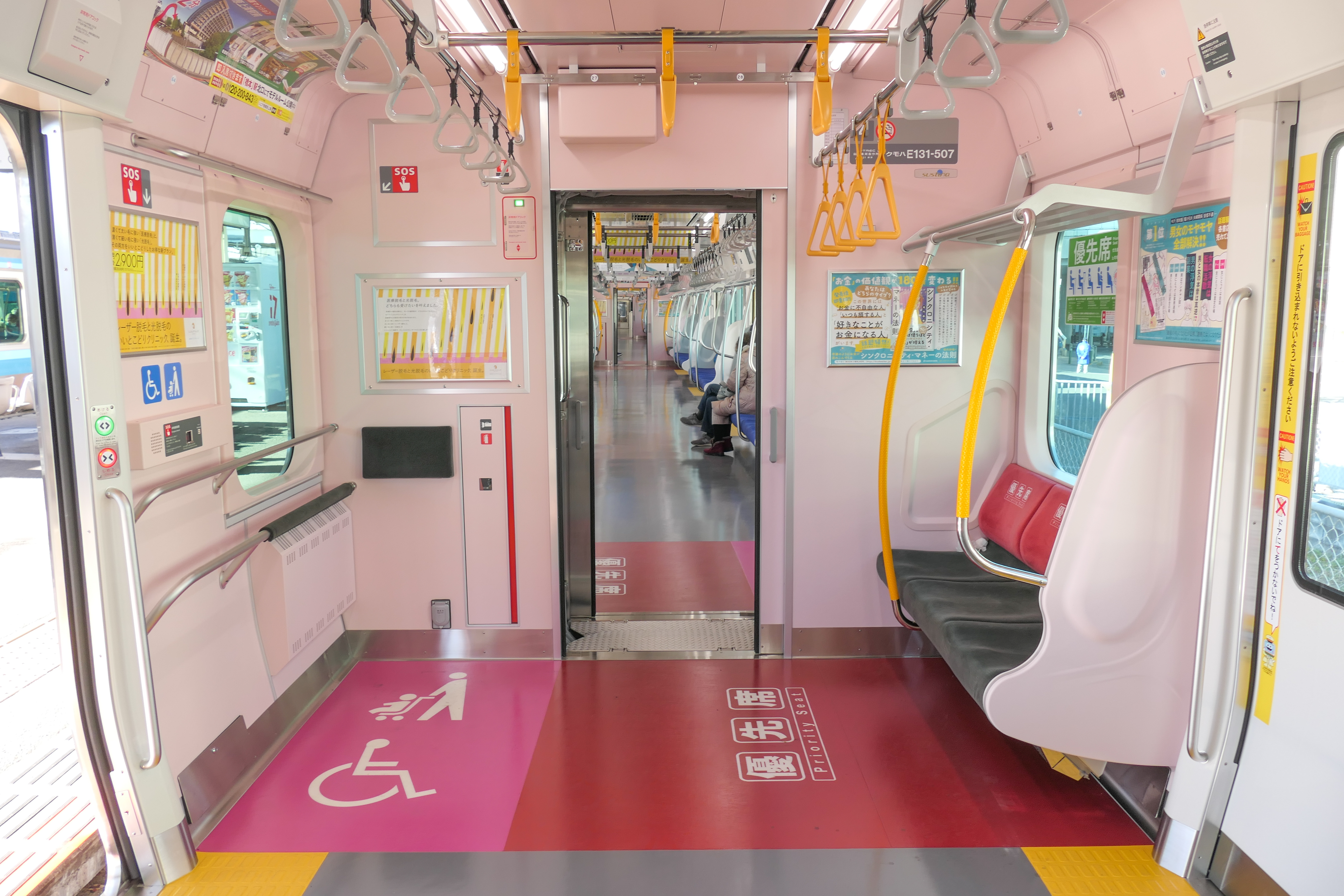
フリースペース・優先席（500番台）
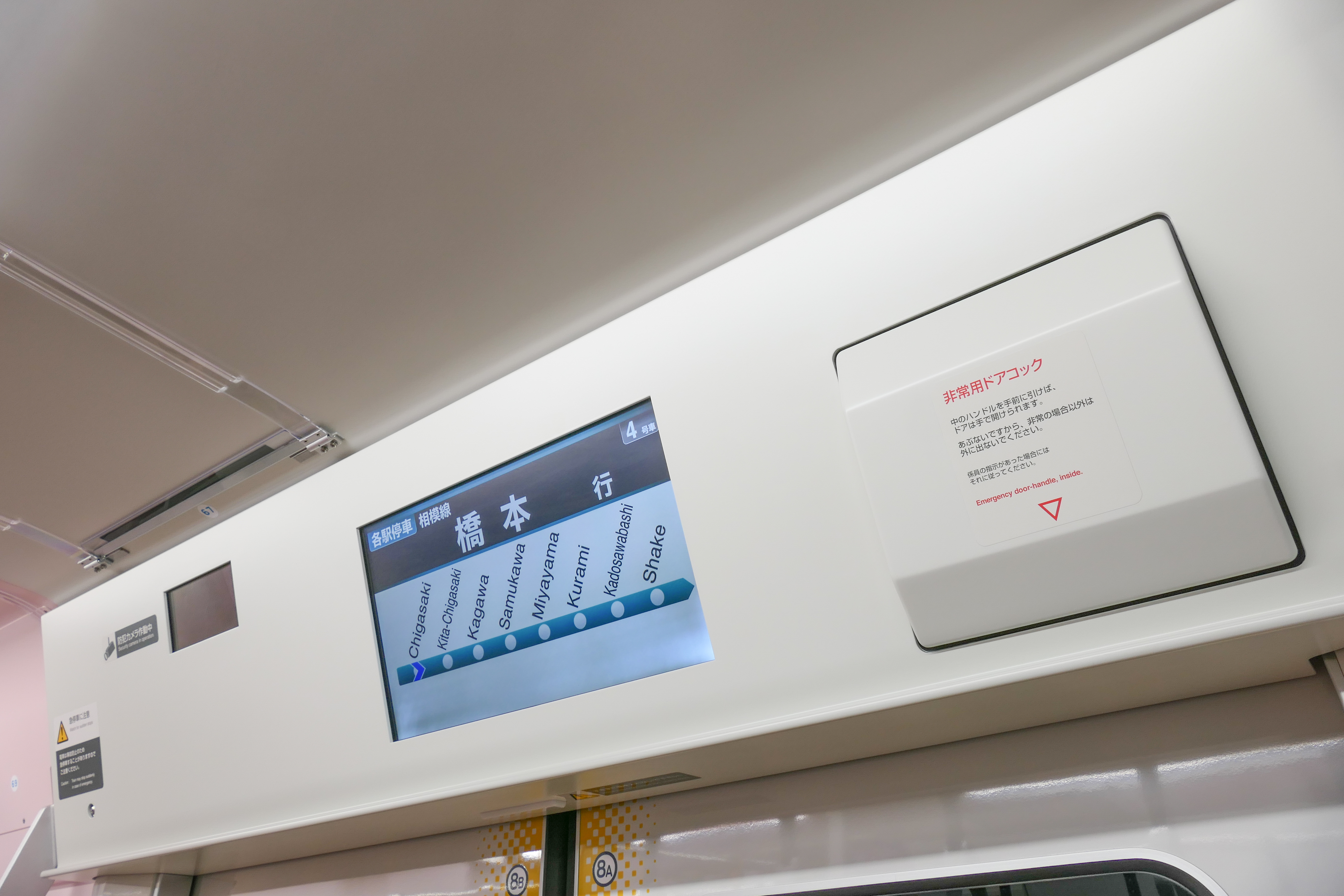
車内案内表示装置
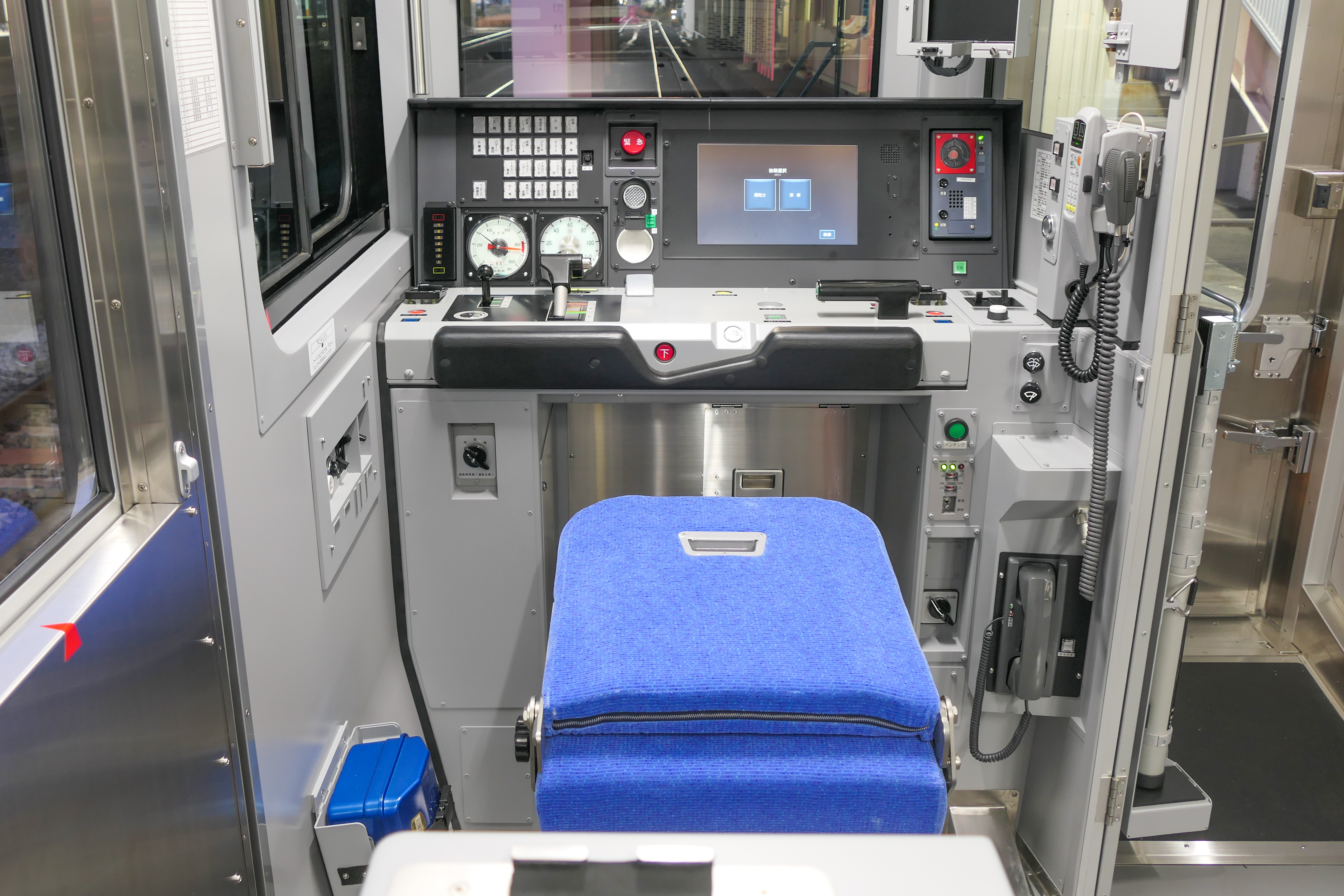
乗務員室（500番台）

### 600番台（宇都宮線・日光線用）

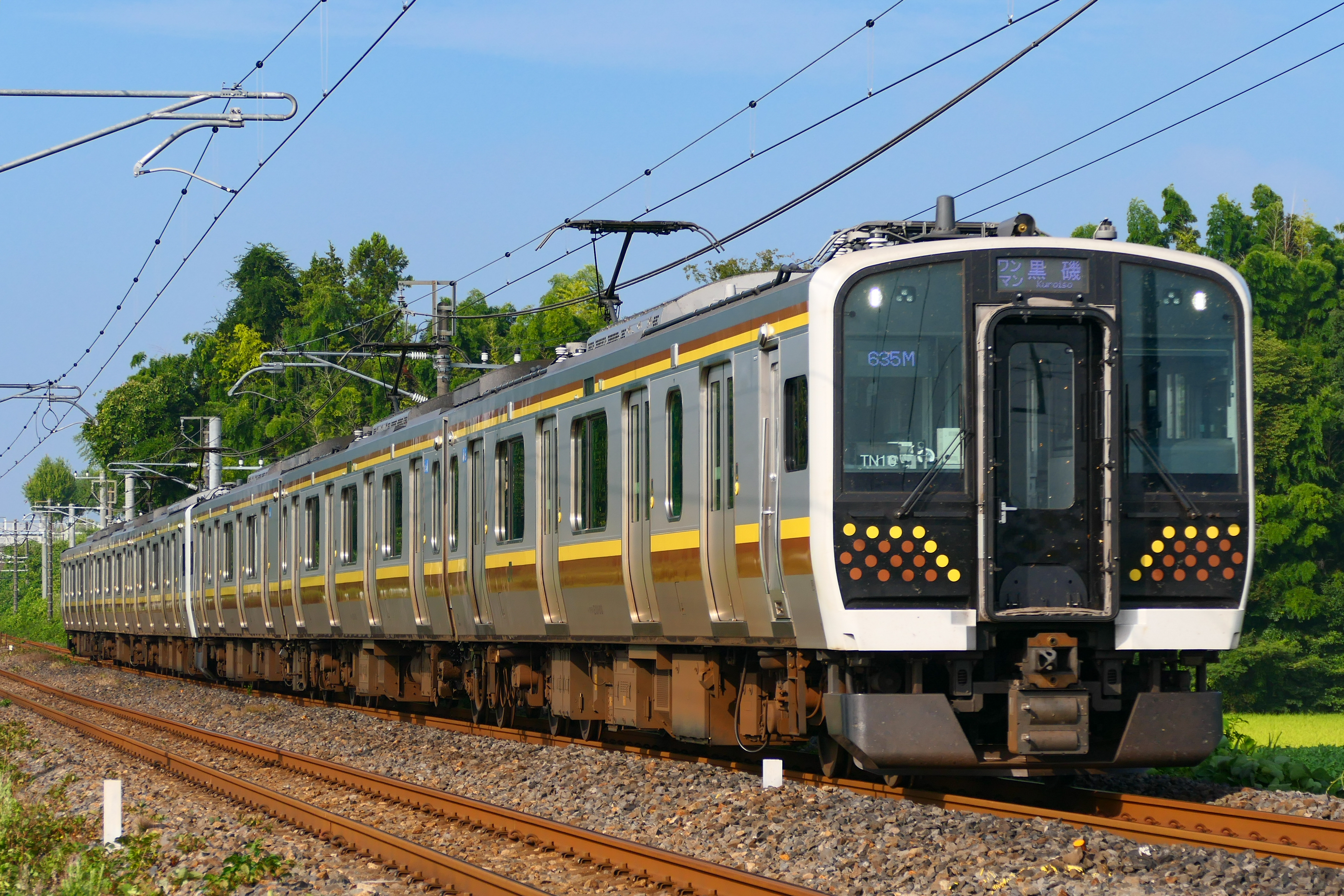
600番台

3両編成を組む。中間電動車モハE131形は上り方向の台車のみにモーターを設置する「0.5M車」とすることで、MT比を0番台・500番台と同じく1:1としている。前面の水玉模様と側面には宇都宮市で復元された火焔太鼓の山車をイメージした黄色と茶色のツートンカラーを採用し、世界文化遺産である日光の社寺に施される文様にも通じる賑やかで高級感のあるデザインとしている。
車内はオールロングシート仕様で、座席表皮はレトロな茶色と黄色味を帯びた薄紅色を合わせて、落ち着きと温かみのあるものとなっている。Tc'車の後端部には車いす対応大型洋式トイレを設置している。
他番台と異なり寒冷地を走行するため、先頭車にはスノープロウと霜取り用パンタグラフ（Mc車のみ）が、全車の乗降口に凍結防止のためのドアレールヒーターが搭載されている。また、勾配線区を走行することからセラミック噴射装置（セラミック噴射装置は中間車の小山・日光寄りの台車にも搭載）とブレーキチョッパ装置、ブレーキ抵抗器を搭載している。
編成表
|              | ← 小山・日光宇都宮・黒磯 →      |               |                                 |
|              |                                 |               |                                 |
|              |                                 | ＜            | ＜                              |
| 形式         | クハE130 (Tc')                  | モハE131 (M1) | クモハE131 (Mc)                 |
| 搭載機器     | SIV・CP                         | VVVF          | VVVF                            |
| 車両重量 (t) | 36.3（600番台） 37.5（680番台） | 32.3          | 38.1（600番台） 39.1（680番台） |

- ＜：シングルアームパンタグラフ
- VVVF：VVVFインバータ装置
- CP：空気圧縮機
- SIV：補助電源装置（静止型インバータ）

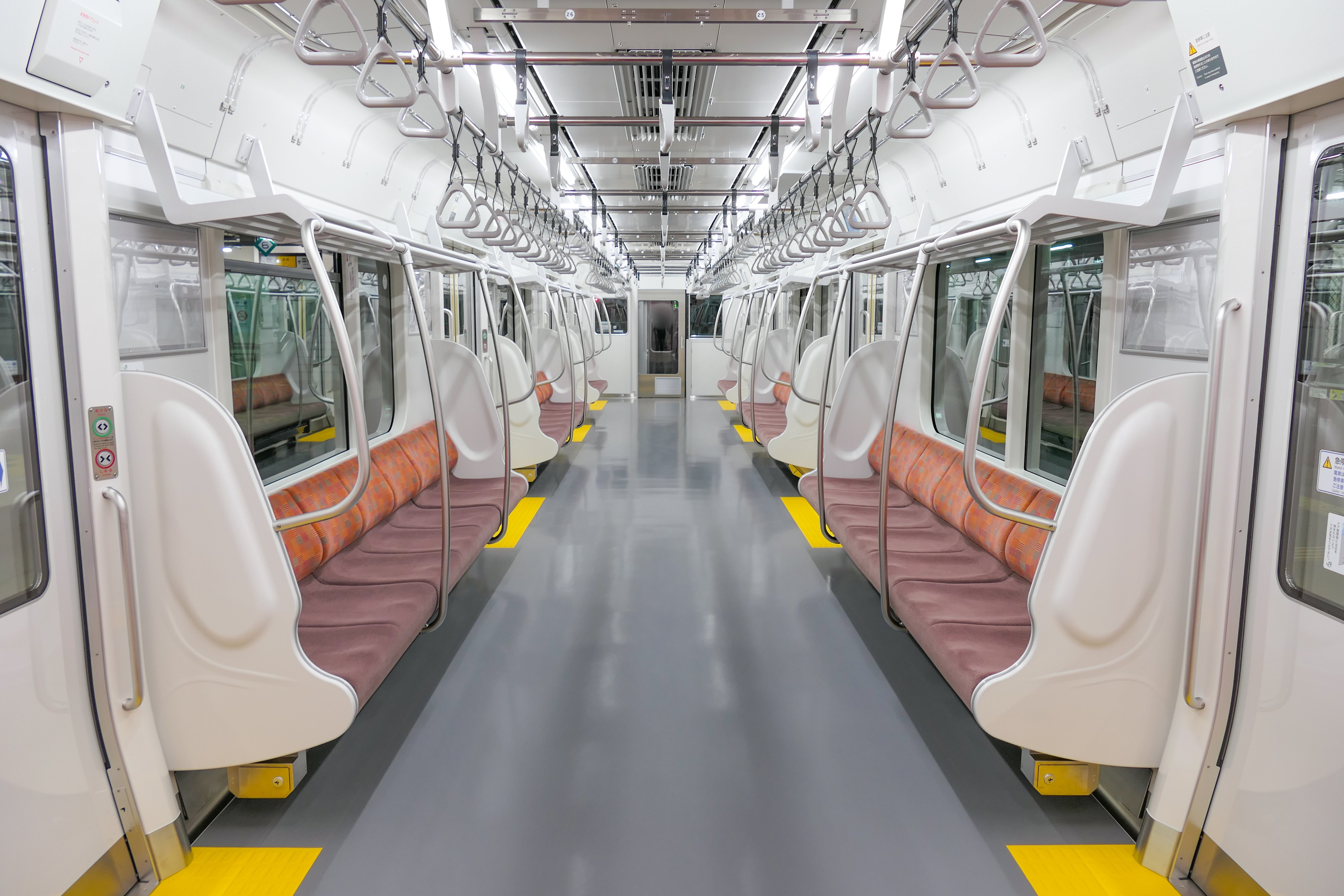
車内（600番台）
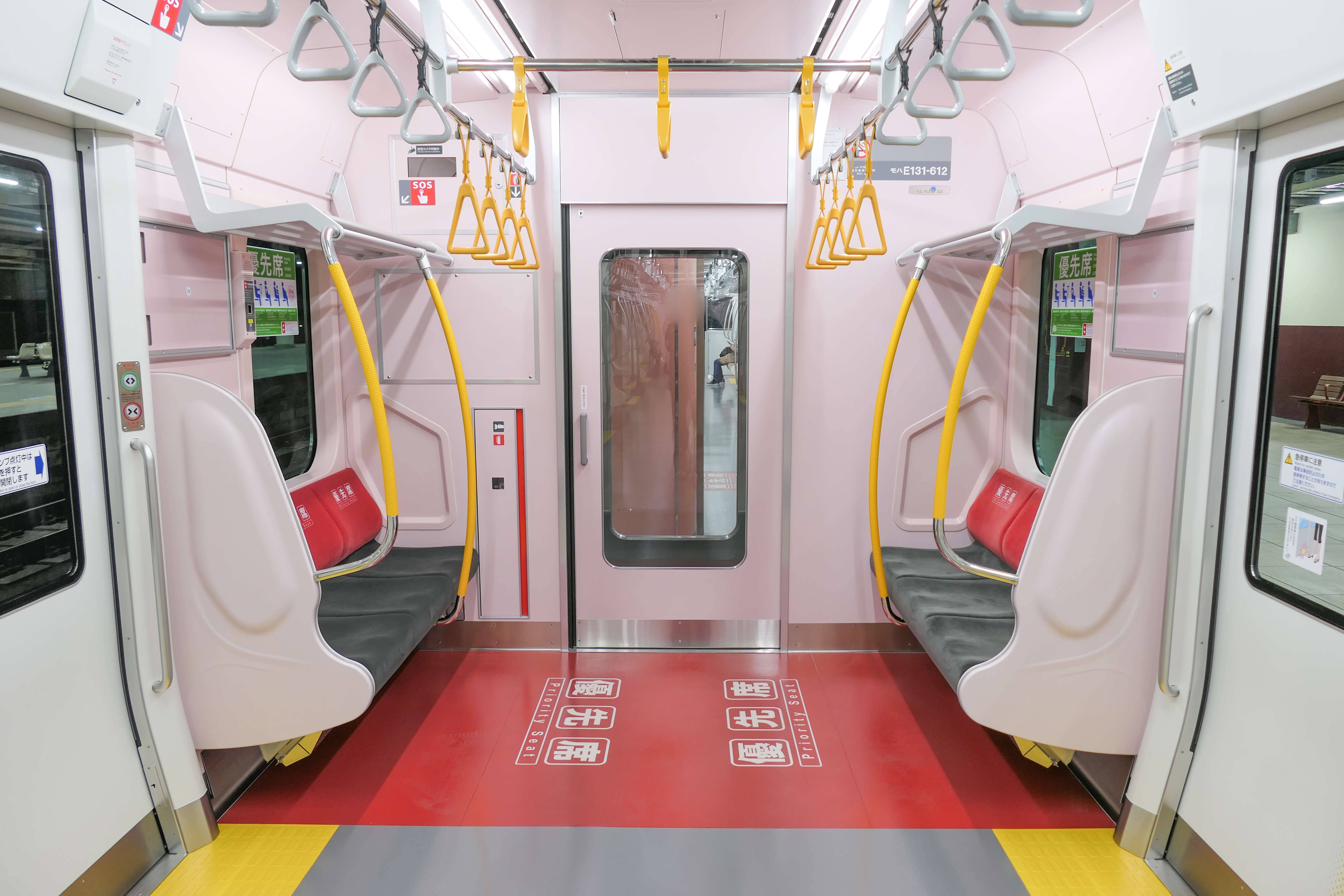
優先席（600番台）
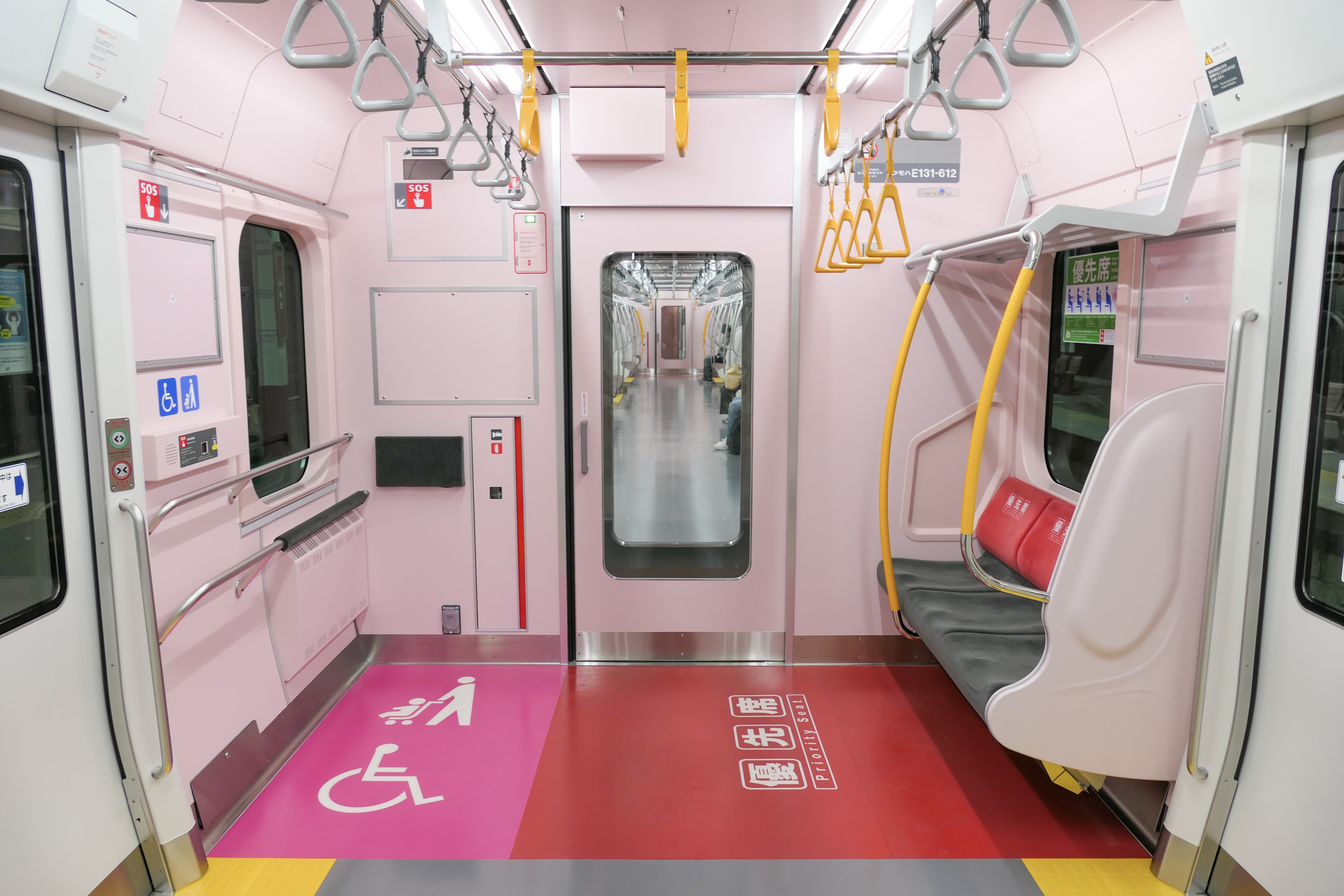
フリースペース・優先席（600番台）
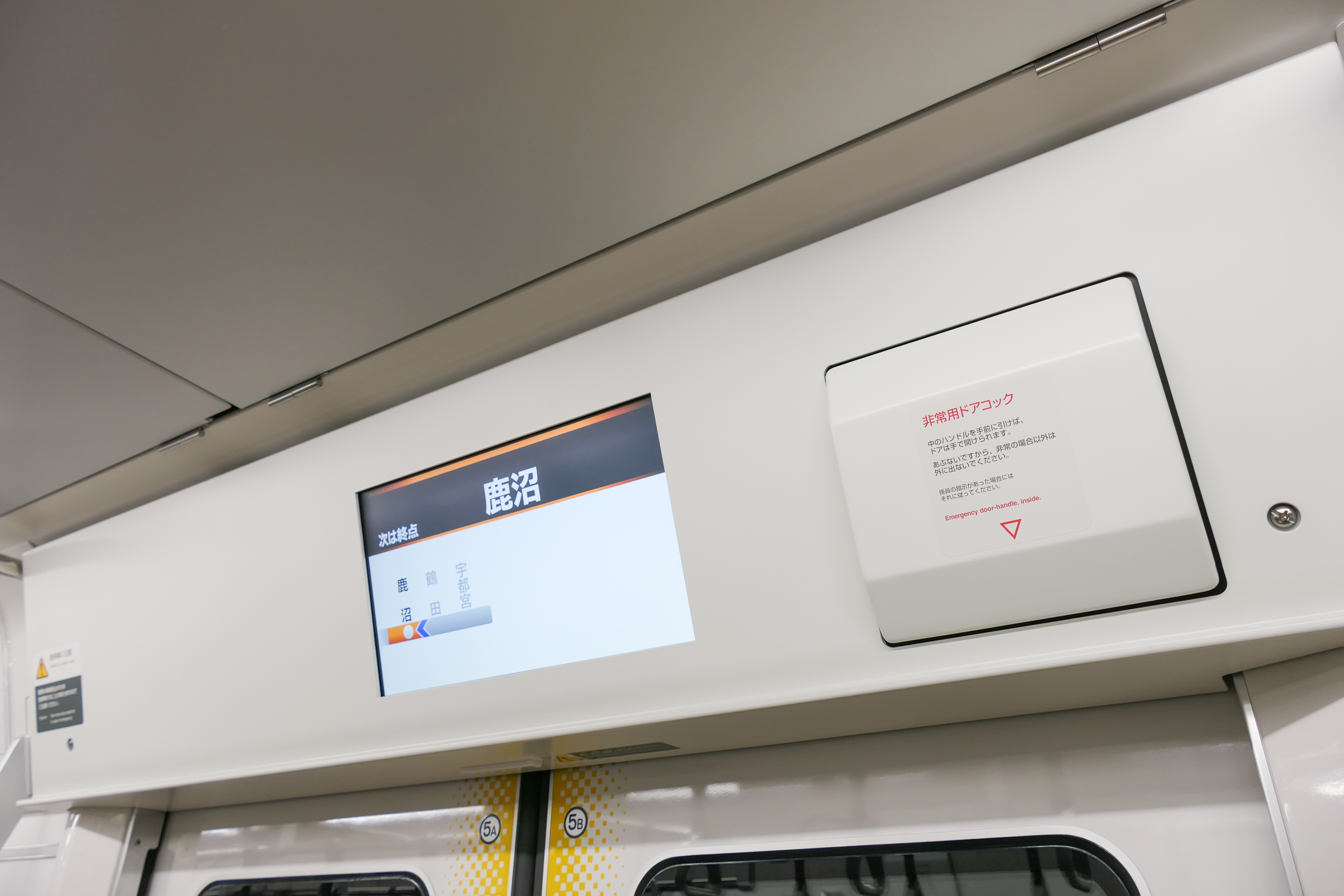
車内案内表示装置
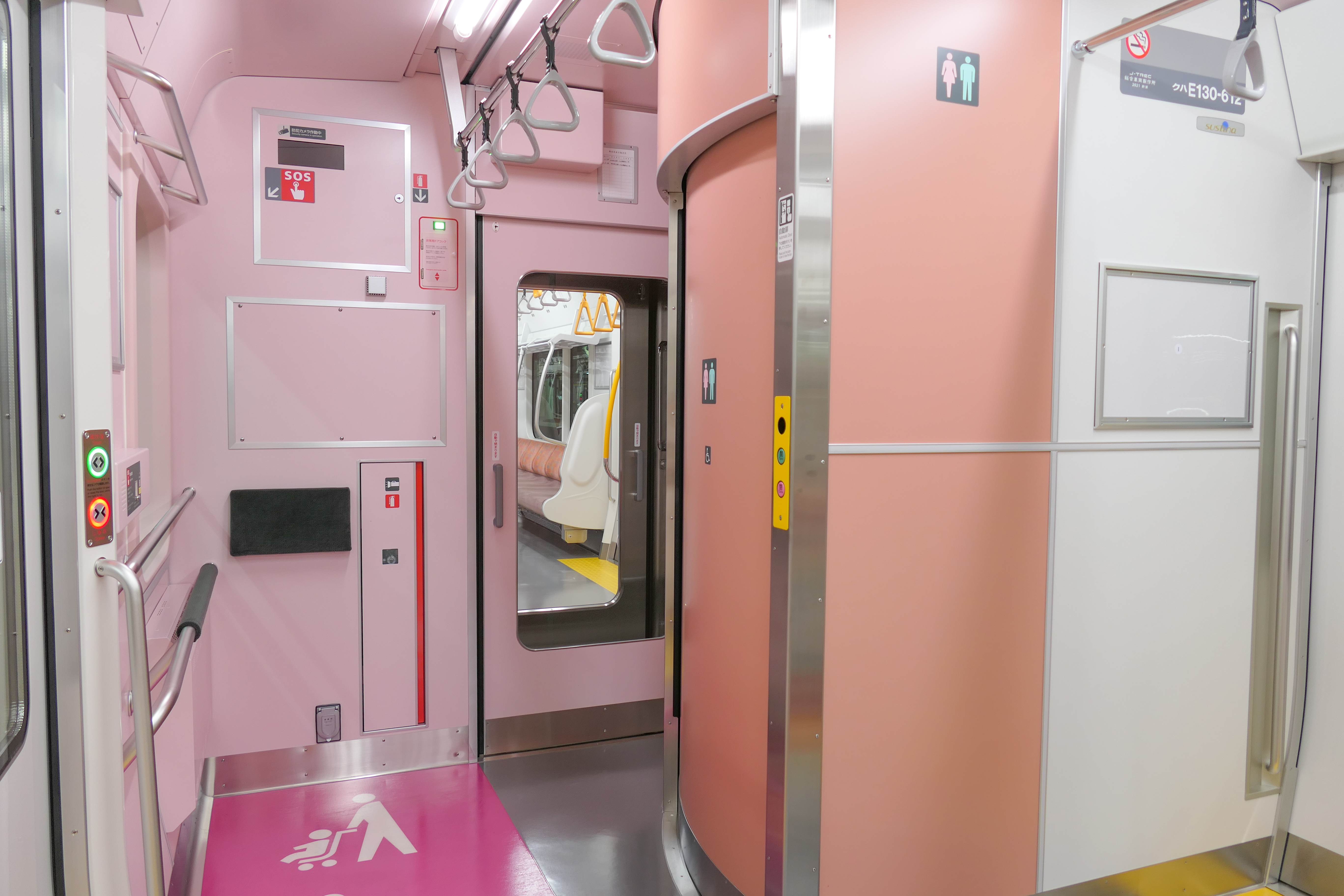
トイレ設置部
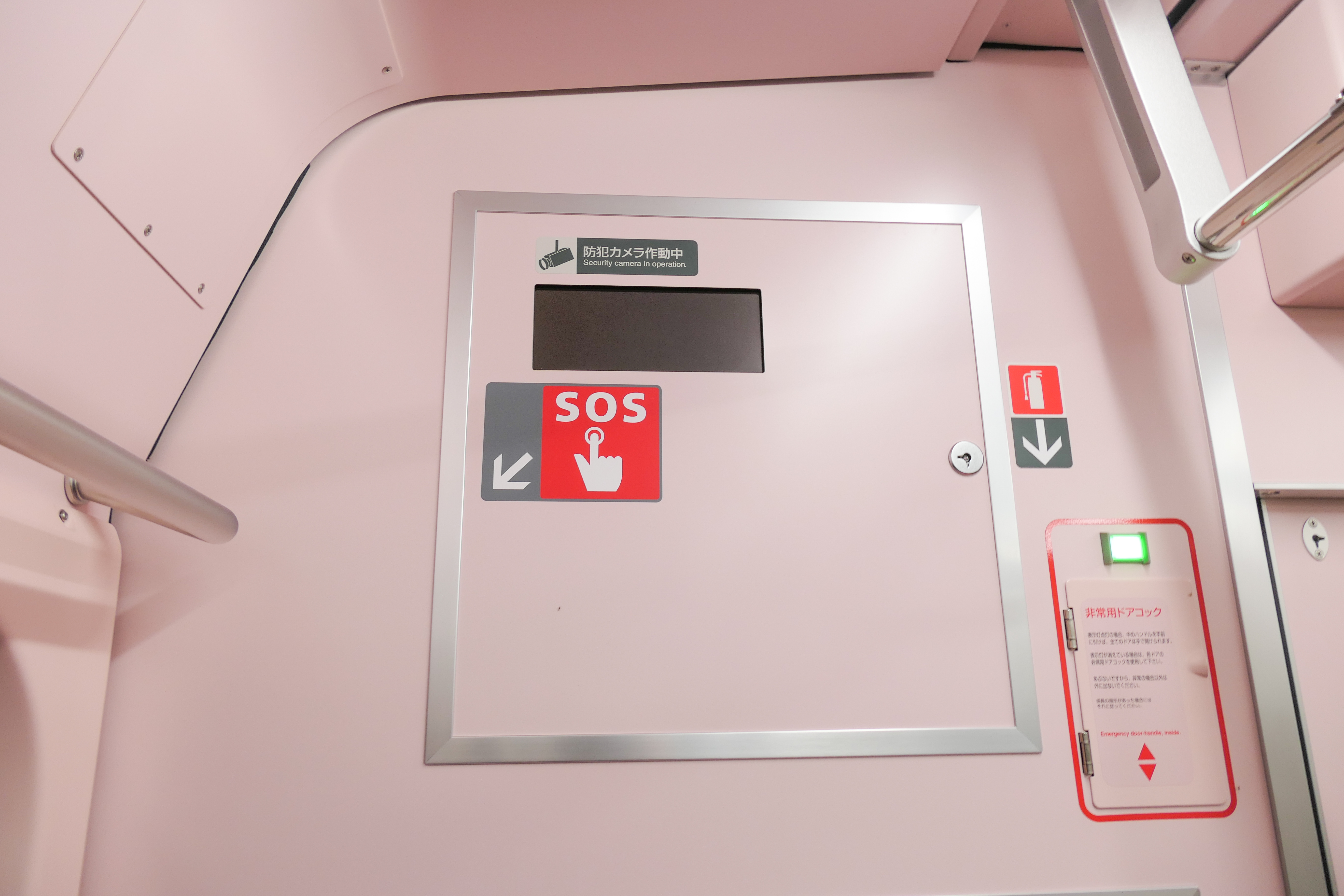
監視カメラ（600番台）
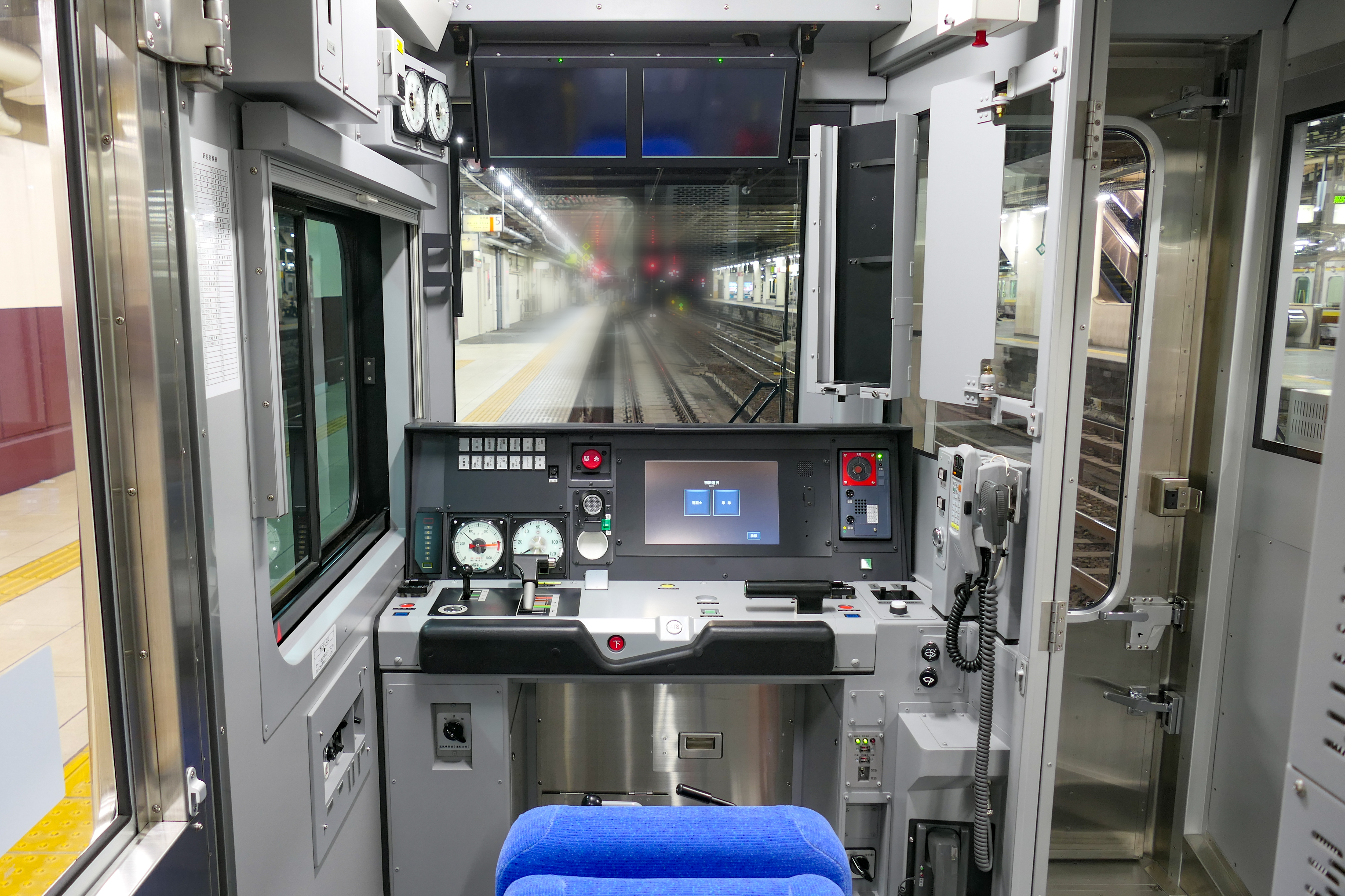
乗務員室（600番台）

### 1000番台（鶴見線用）

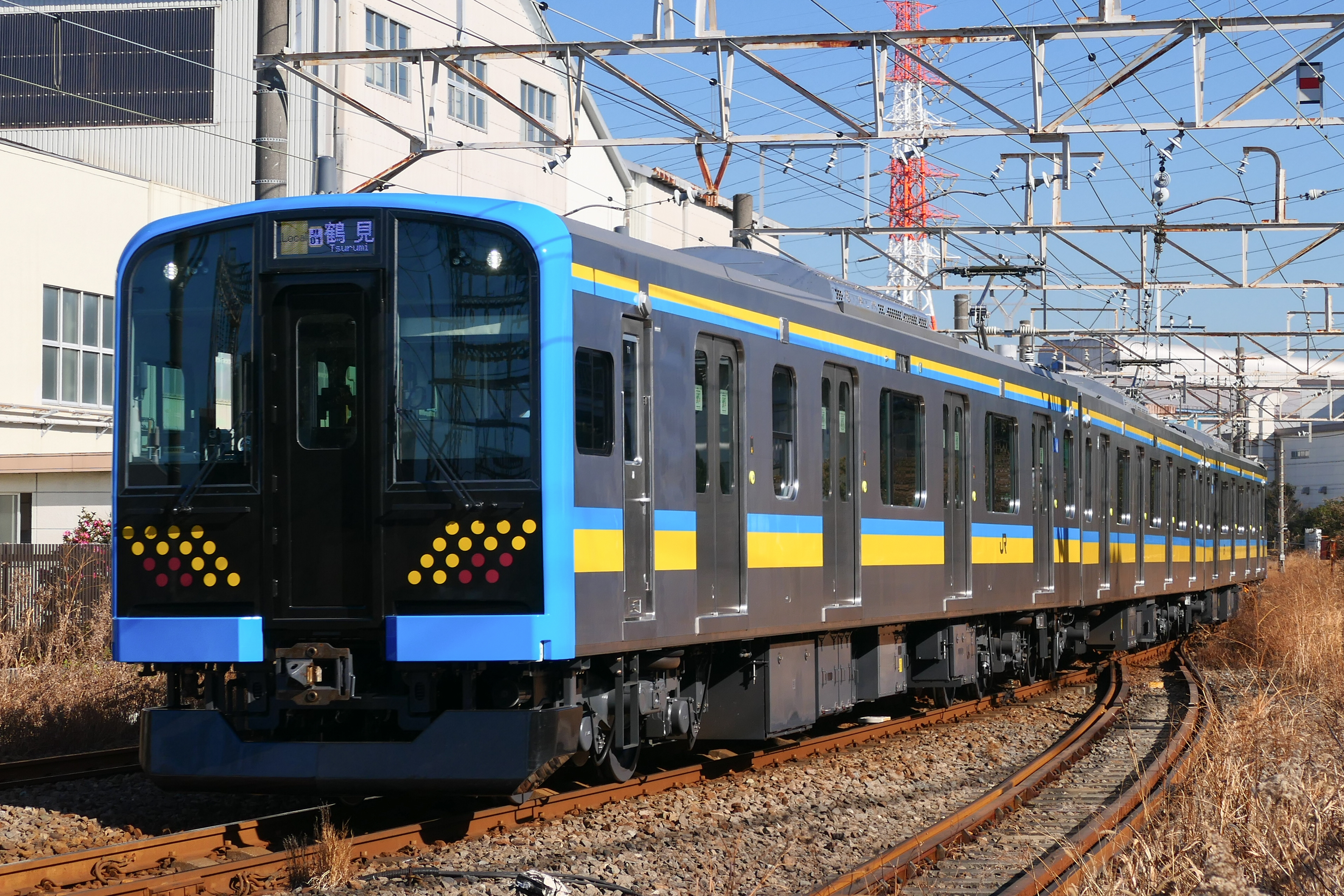
1000番台

2023年12月24日より鶴見線へ投入。205系1100番台の置き換え用として、205系と同じ3両編成を組む。そのため600番台と同様に中間電動車モハE131形を「0.5M車」とすることで、編成全体のMT比を1ː1としている。
車両デザインは、海をイメージしたスカイブルーと路線カラーのイエローの帯を配し、前面は歴代鶴見線車両の車両カラーをイメージした茶色と黄色の水玉模様を採用している。鶴見線の設備の都合上、従来車と異なり車体幅2778mmのストレート車体を採用した他、運転席は車体全幅にわたって機器が設置され、正面貫通扉は固定されている 。将来的な他線区での運用を考慮し、クモハE131形の前位側屋根上に霜取り用パンタグラフの追設スペースを設けている。
車内はオールロングシート仕様で、座席表皮は外観と同様に青と黄色のツートンカラーとしている。フリースペース部は床面を赤色系とし、優先席はモケットをグレーと赤色系とした。客室側ドアは他の番台と異なり、化粧板がないステンレス無地タイプである。
編成表
|              | ← 鶴見海芝浦・大川・扇町 →        |                                   |                 |
|              |                                   |                                   |                 |
|              |                                   | ＜                                | ＜＿            |
| 形式         | クハE130 (Tc')                    | モハE131 (M1)                     | クモハE131 (Mc) |
| 搭載機器     | SIV・CP                           | VVVF                              | VVVF            |
| 車両重量 (t) | 33.6（1000番台） 34.0（1080番台） | 31.0（1000番台） 31.8（1080番台） | 36.9            |

- ＜：シングルアームパンタグラフ
- ＿：霜取り用パンタグラフの追設スペース
- VVVF：VVVFインバータ装置
- CP：空気圧縮機
- SIV：補助電源装置（静止型インバータ）

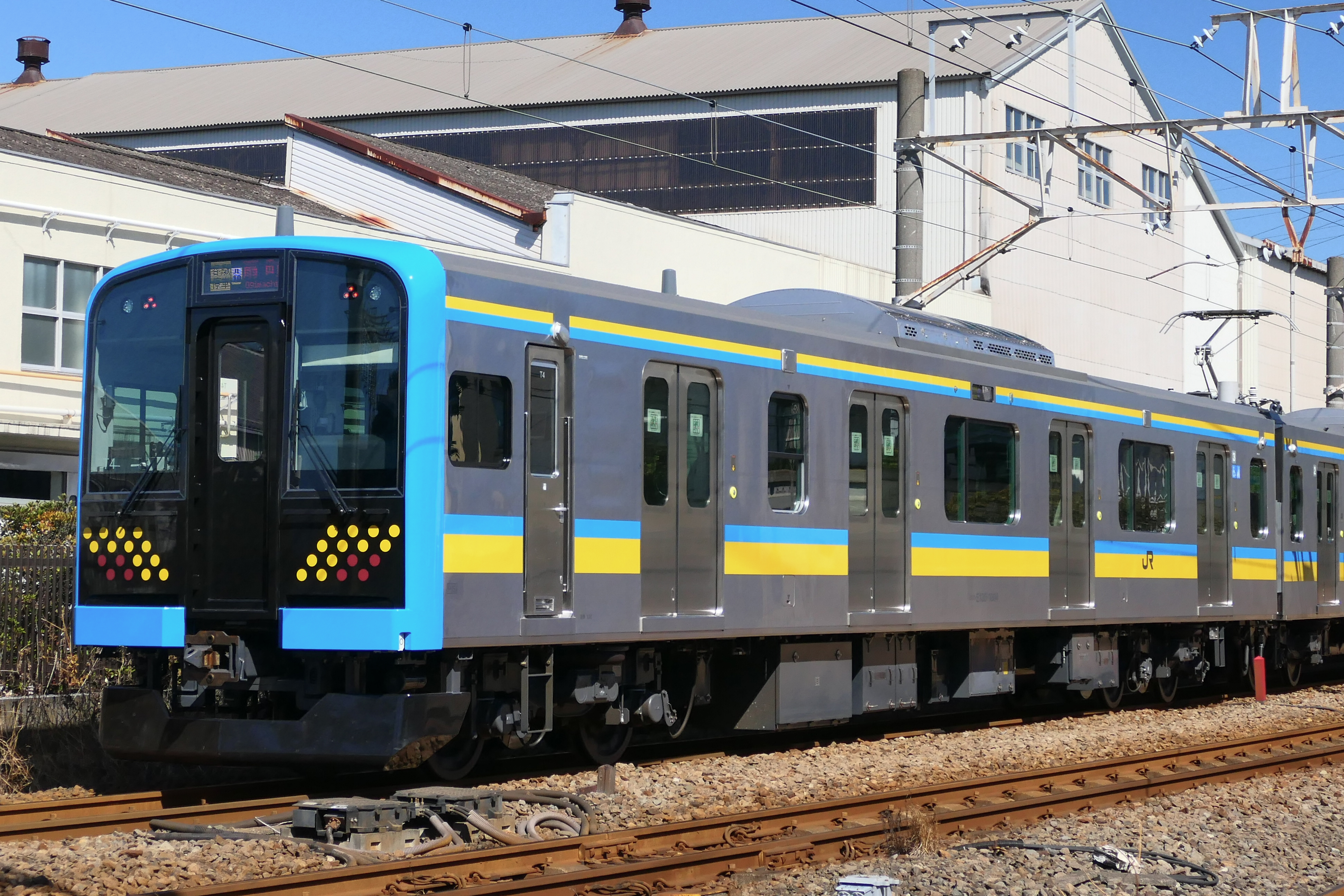
クハE130形1000番台
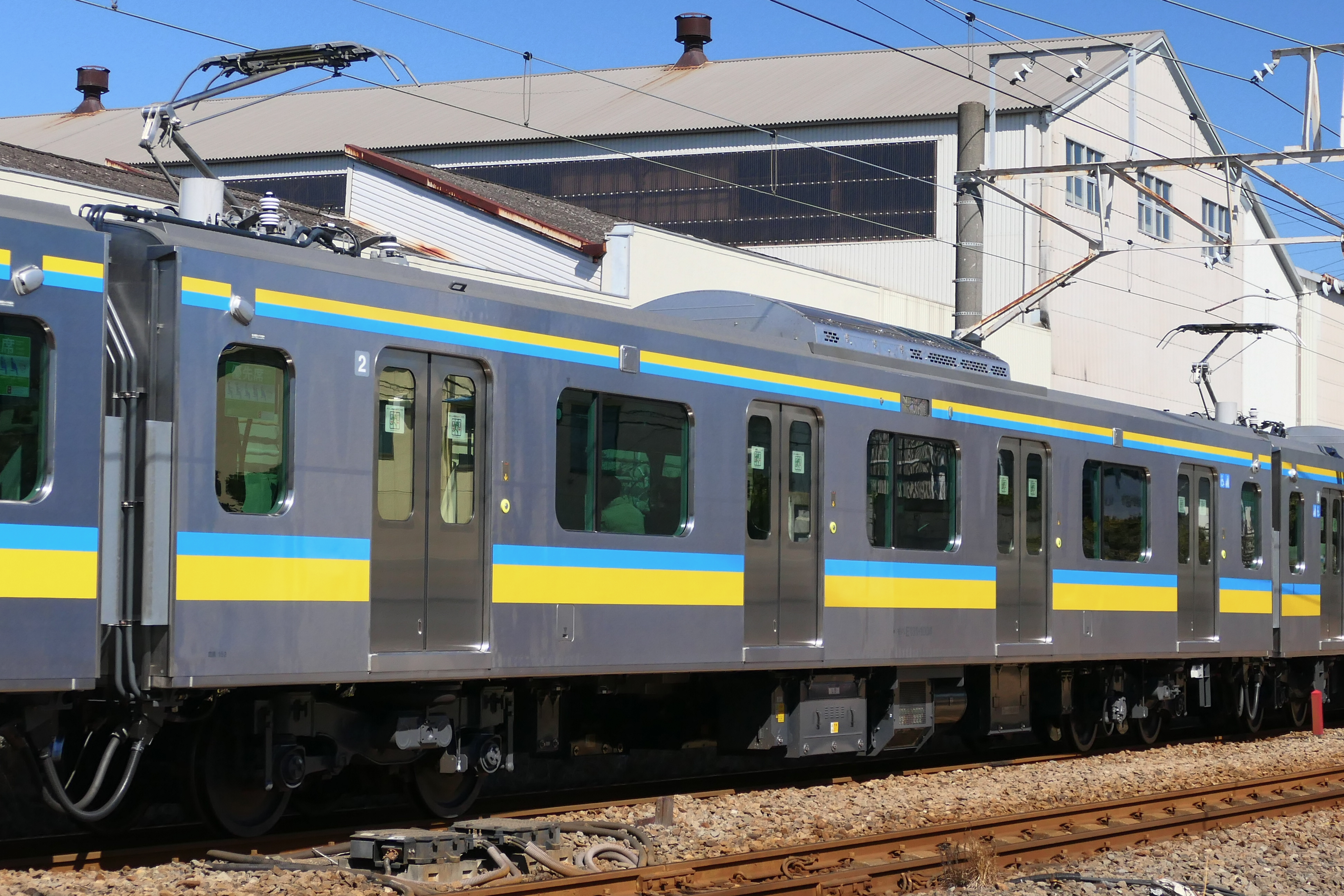
モハE131形1000番台
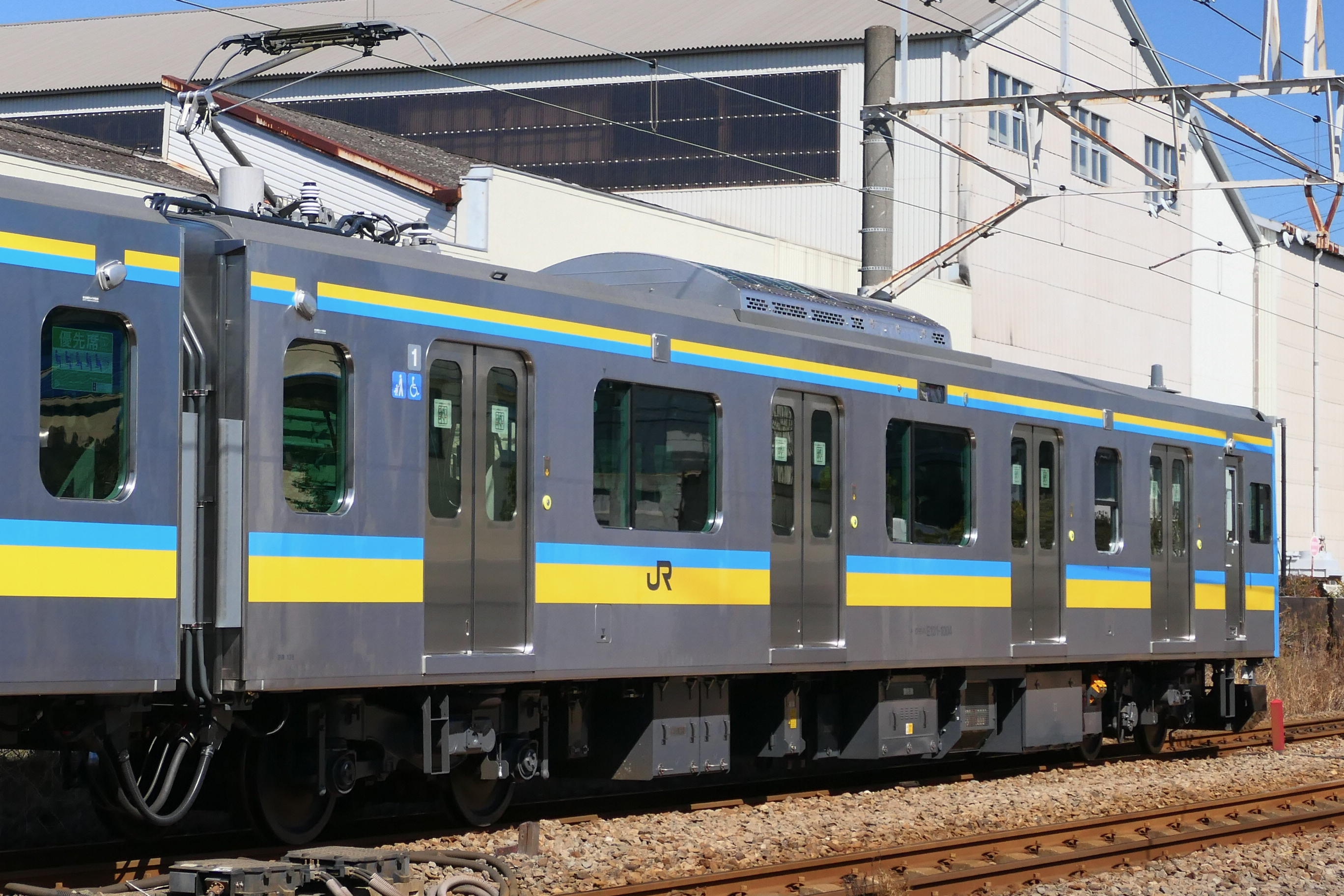
クモハE131形1000番台
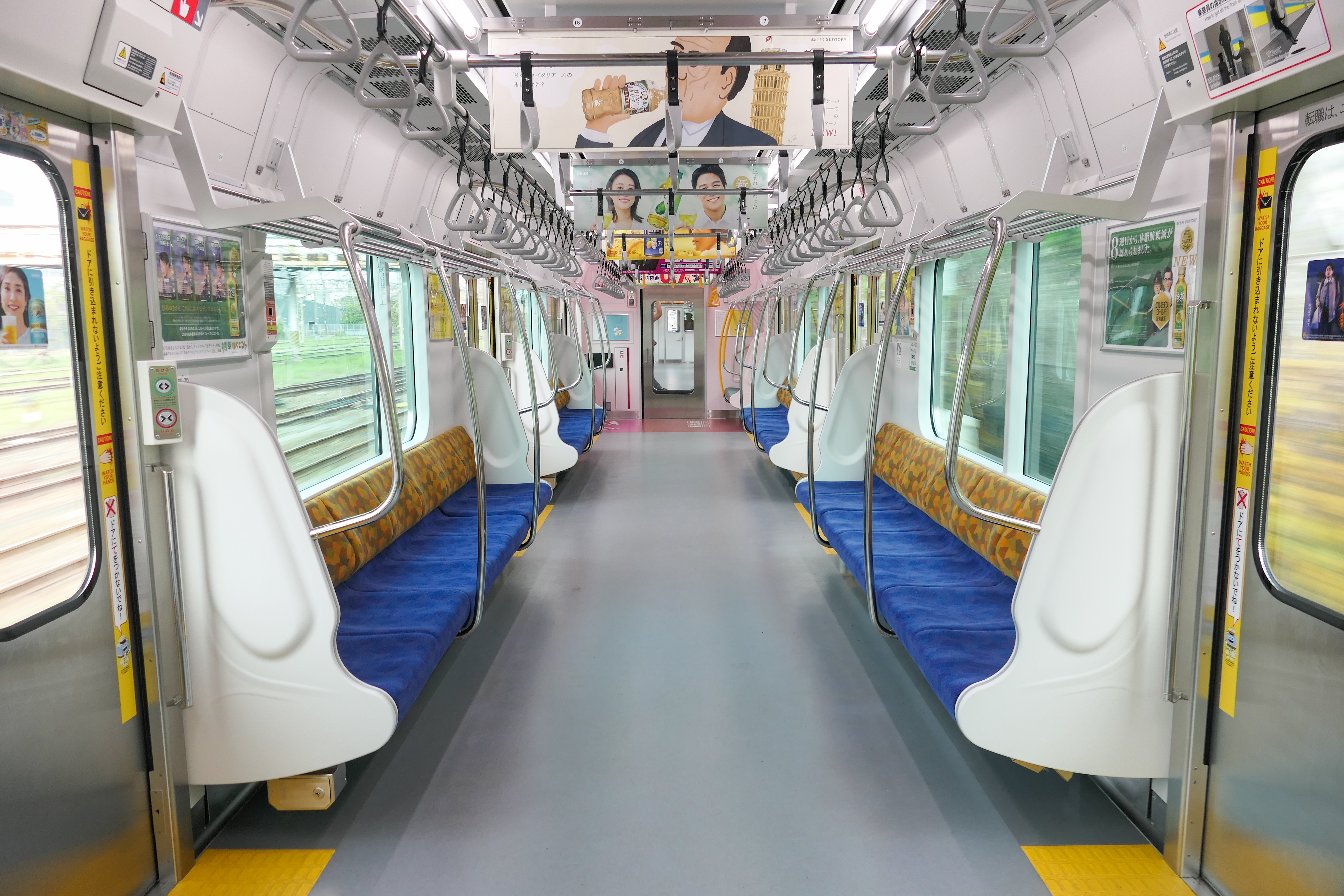
車内（1000番台）
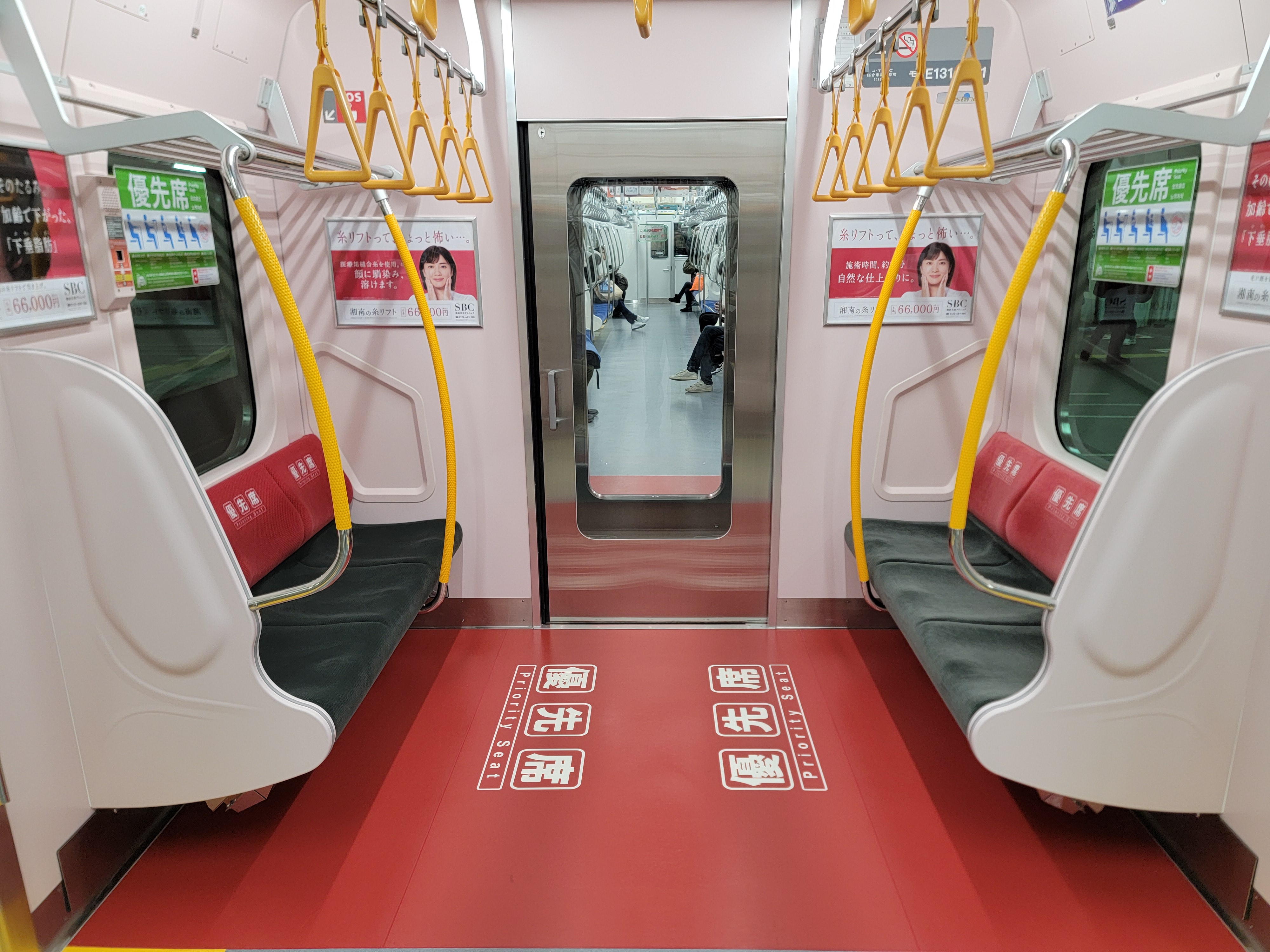
優先席（1000番台）
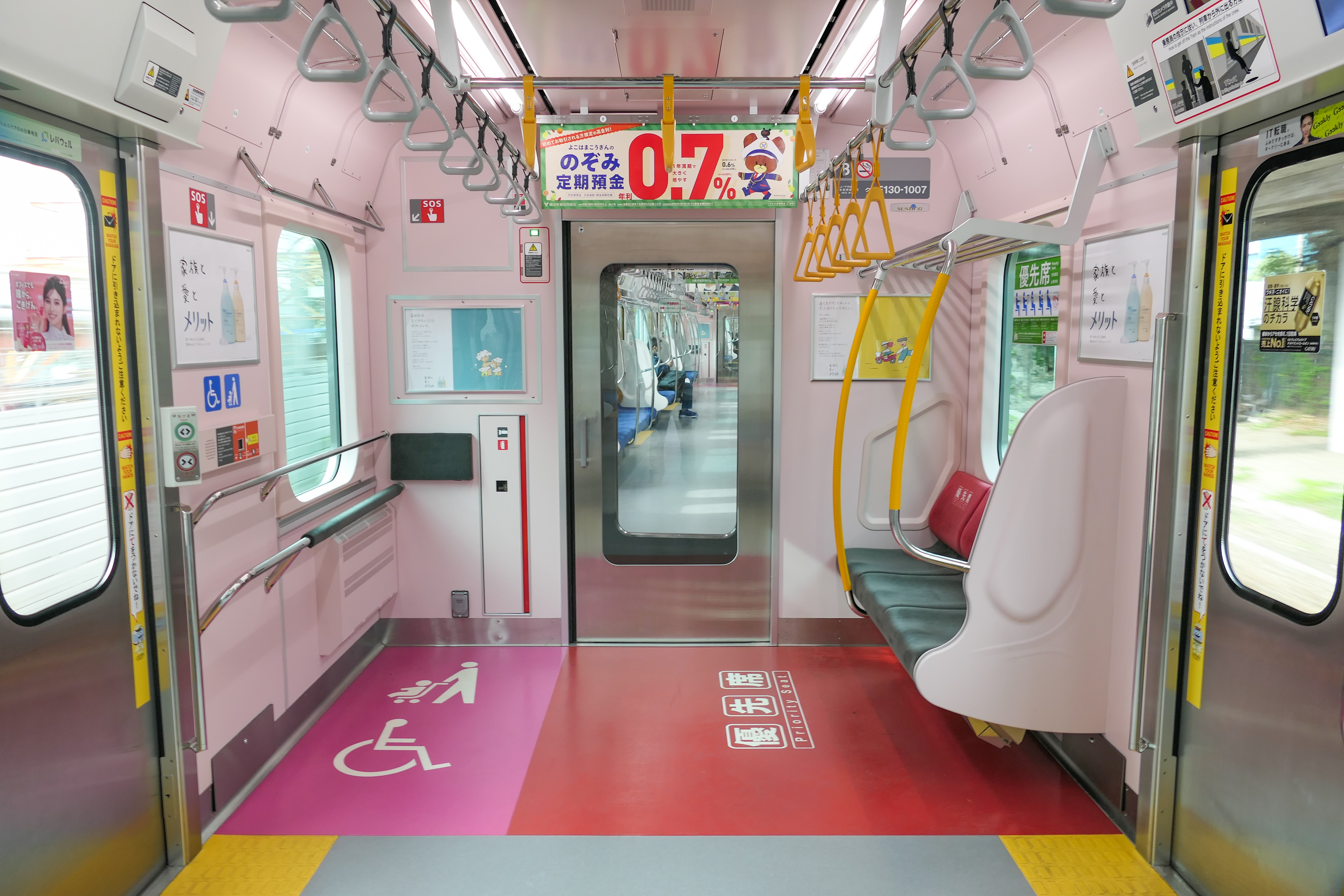
フリースペース・優先席（1000番台）
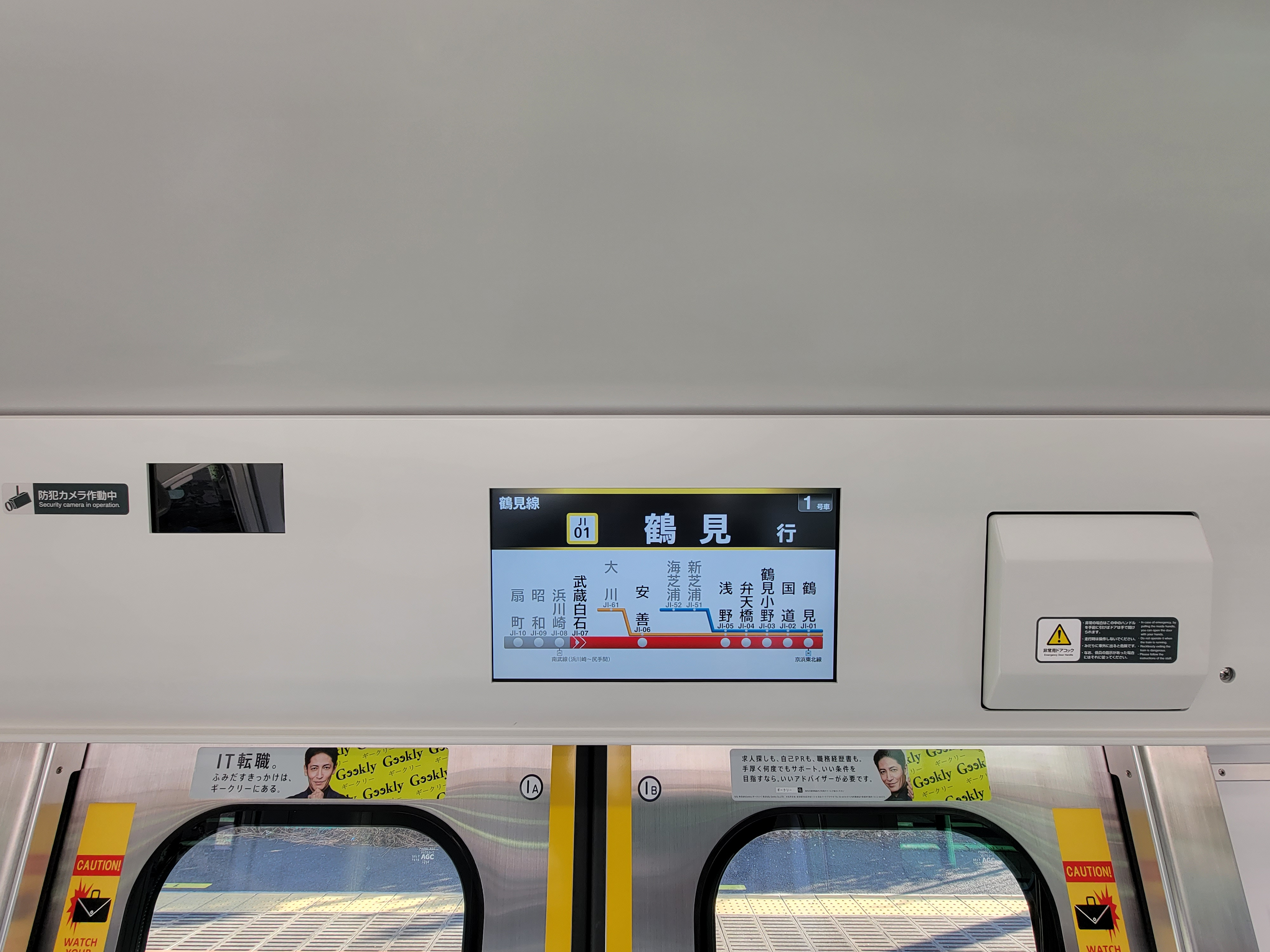
車内案内表示装置
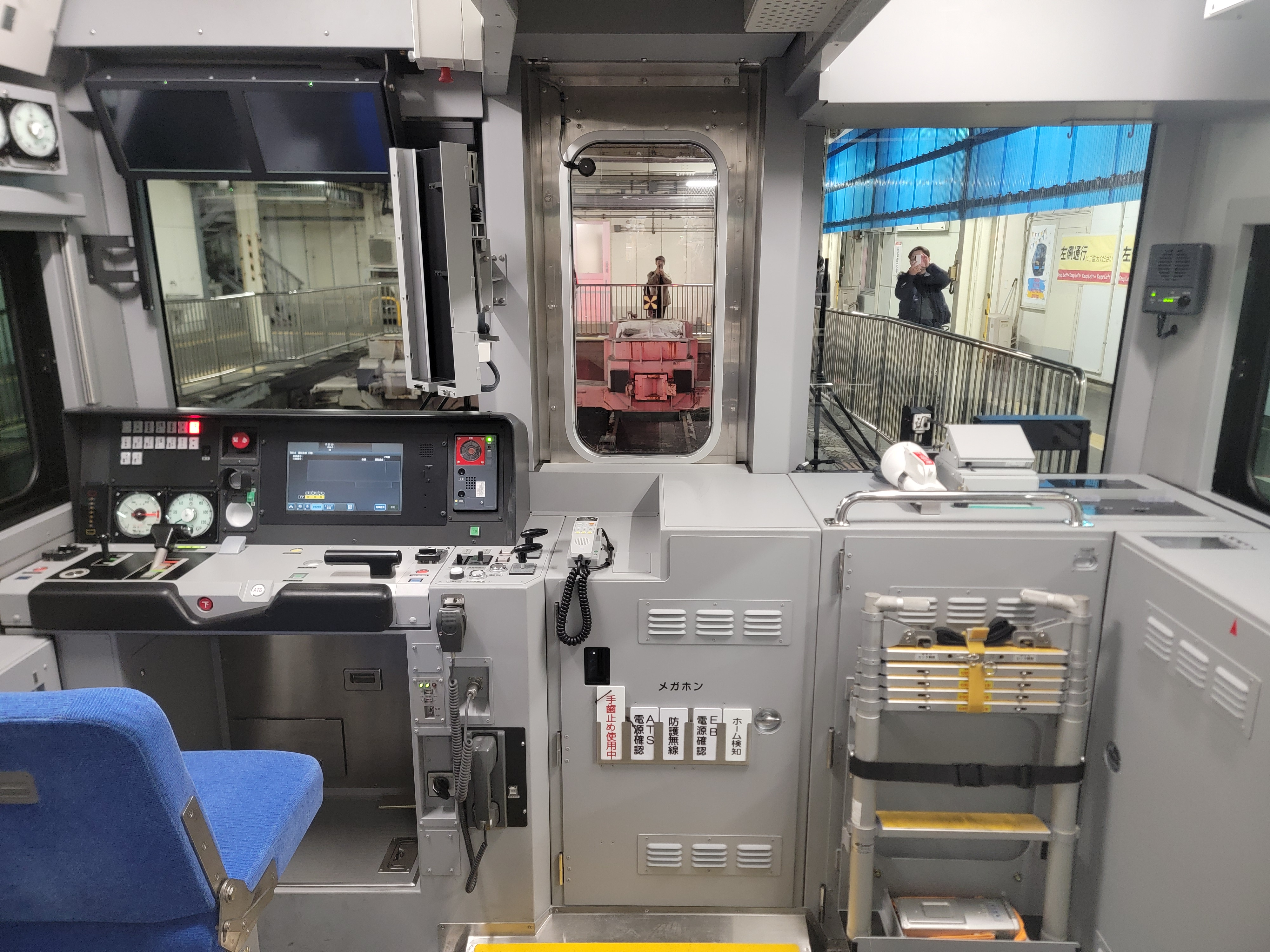
乗務員室（1000番台）。貫通扉裏側にも機器が設置されている
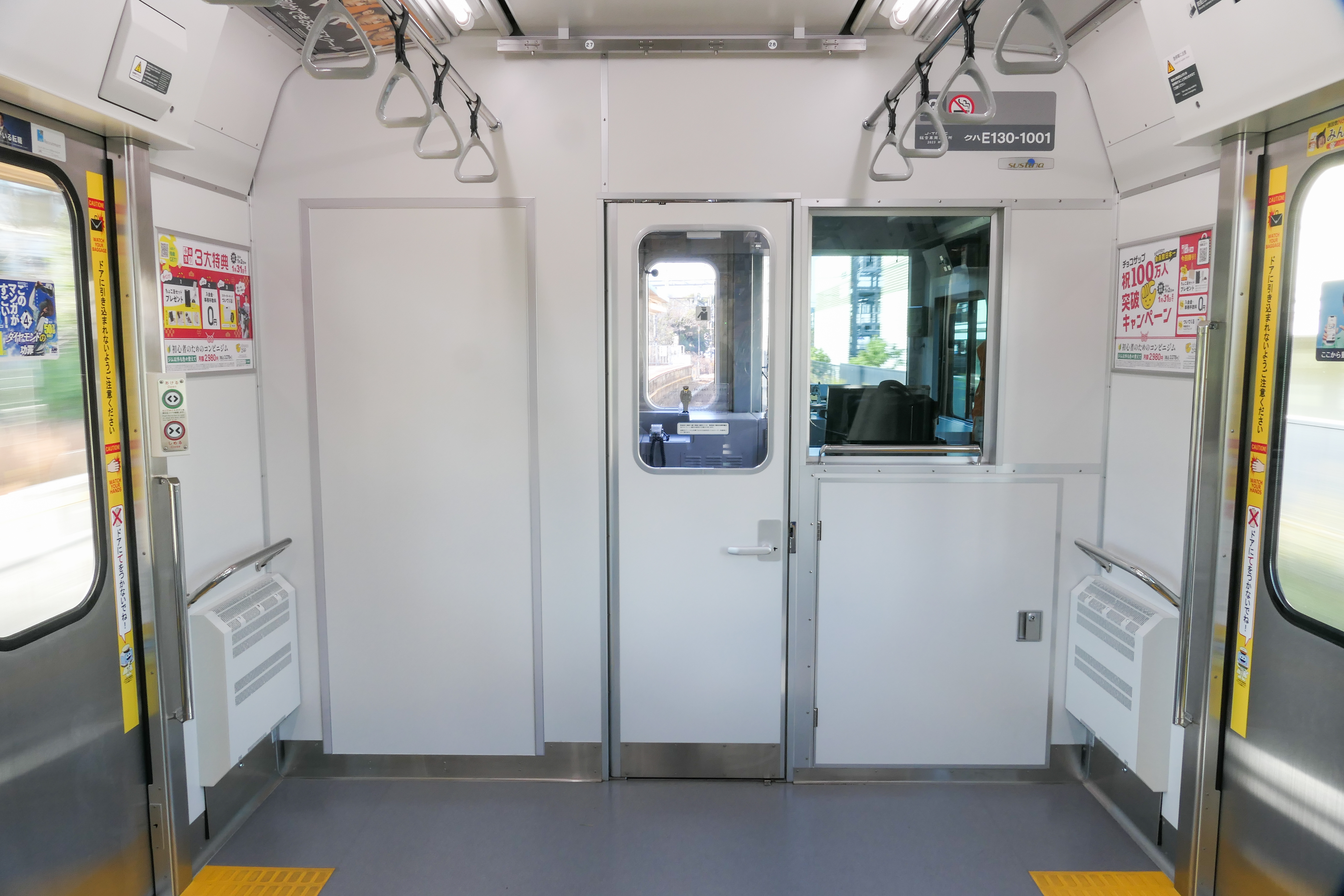
押戸となった乗務員室仕切り（1000番台）

### 800番台（仙石線用）

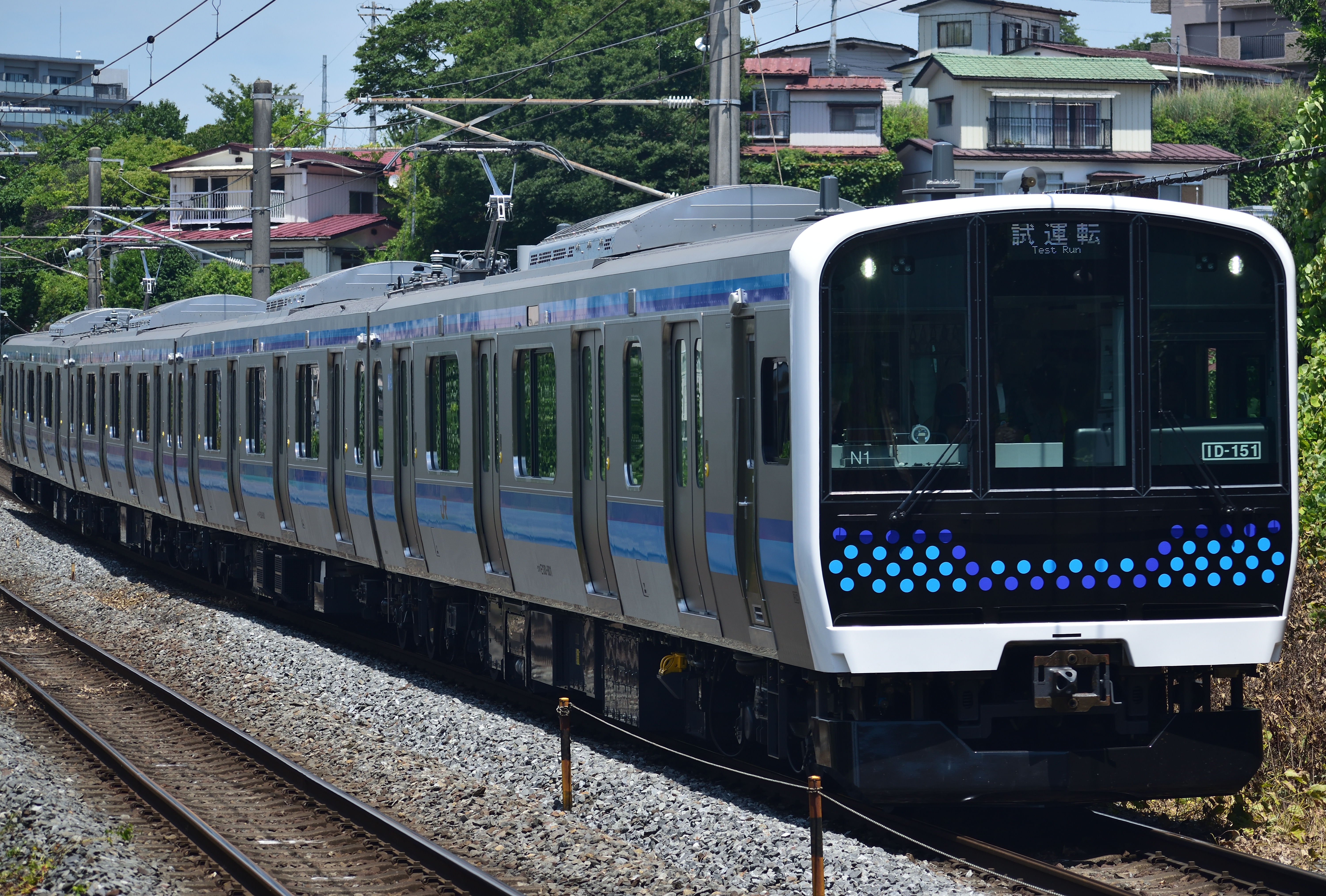
800番台

205系3100番台と同様、2M2Tの4両編成を組む。車体は拡幅車体を採用し、松島の多様な島々や海岸線を縫うように走る列車をイメージした正面の水玉模様と側面の帯色は205系3100番台を踏襲したカラーリングとなっている。相模線用500番台をベースとしているが、前面貫通扉を廃し、3面窓の非貫通構造である点が他番台と異なる外見上の大きな特徴となっている。先頭車屋根上にはホイッスル、列車無線アンテナを搭載し、このうちTc'車にはATACSアンテナを搭載するほか、GPSアンテナの設置準備工事が行われている。またT車屋根上にはブレーキ抵抗器の設置準備工事が行われている。
車内は、座席が仙石線沿いの海の景色をイメージしたスカイブルー基調のオールロングシートとされ、205系より幅を広くとっている。また車内には1両あたり4箇所に防犯カメラを設置し、ドア上には17インチの液晶ディスプレイを千鳥配置で設置した。
800番台は4両編成14本（計56両）が製造され、2025年12月から営業運転を開始する予定。なお、205系の置き換え完了後の2026年春頃から、仙石線においてワンマン運転が開始される予定である。
編成表
|              | ← あおば通石巻 →                |               |                                 |                 |
|              |                                 |               |                                 |                 |
|              |                                 | ＜            |                                 | ＜＿            |
| 形式         | クハE130 (Tc')                  | モハE130 (M2) | サハE131 (T)                    | クモハE131 (Mc) |
| 搭載機器     | SIV・CP                         | VVVF          | SIV・CP                         | VVVF            |
| 車両重量 (t) | 33.2（800番台） 34.0（880番台） | 31.6          | 29.1（800番台） 29.6（880番台） | 37.4            |

- ＜：シングルアームパンタグラフ
- ＿：霜取り用パンタグラフの追設スペース
- VVVF：VVVFインバータ装置
- CP：空気圧縮機
- SIV：補助電源装置（静止型インバータ）

## 運用
特記ない限りは2024年（令和6年）4月1日時点での情報を示す。

### 房総・鹿島エリア
12編成24両（各2両編成）が幕張車両センターに所属している。
- 内房線：木更津駅 - 安房鴨川駅間[注釈 4]
- 外房線：上総一ノ宮駅 - 安房鴨川駅間[注釈 4]
- 成田線：成田駅 - 香取駅間[注釈 5]
- 鹿島線：香取駅 - 鹿島神宮駅間

### 相模線
12編成48両（各4両編成）が国府津車両センターに所属している。
- 相模線：全線[注釈 6]

### 宇都宮線・日光線
15編成45両（各3両編成）が小山車両センターに所属している。
- 宇都宮線：小山駅 - 黒磯駅間[注釈 7]
- 日光線：全線

### 鶴見線
8編成24両（各3両編成）が鎌倉車両センター中原支所に所属している。
- 鶴見線：全線

## 車歴表
特記ない限りは2024年（令和6年）4月1日時点の新製情報を示す。
- 製造…新津：総合車両製作所新津事業所
- 配置…幕張：幕張車両センター、国府津：国府津車両センター、小山：小山車両センター、鎌倉中原：鎌倉車両センター中原支所、仙台宮城野：仙台車両センター宮城野派出所

## 沿革
- 2020年（令和2年）
  - 5月12日：JR東日本が、房総地区および鹿島地区向けに2両編成12本の計24両を投入することを発表[JR 4]。
  - 7月16日：同日付で2編成4両が落成し[35]、本線試運転を実施[7]。
- 2021年（令和3年）
  - 3月2日：外房線勝浦駅1番線ホームにて展示会を実施[JR 11]。
  - 3月3日：内房線館山駅1番線ホームにて展示会を実施[JR 11]。
  - 3月6日：鹿島線潮来駅2番線ホームにて展示会を実施[JR 11]。
  - 3月13日：同日のダイヤ改正より、内房線（木更津駅 - 安房鴨川駅間）、外房線（上総一ノ宮駅 - 安房鴨川駅間）、成田線（成田駅 - 香取駅間）、鹿島線（香取駅 - 鹿島神宮駅間）へ投入[JR 1][JR 2]。
  - 11月18日：相模線と横浜線（橋本駅 - 八王子駅間）で運行開始[JR 5][JR 12]。
- 2022年（令和4年）
  - 3月11日：横浜線（橋本駅 - 八王子駅間）への直通運転を終了[JR 9][JR 10]。
  - 3月12日：宇都宮線（小山駅 - 黒磯駅間）と日光線で運行を開始[JR 6][JR 7]。相模線、成田線（成田駅 - 佐原駅間）でワンマン運転を開始[JR 9][JR 10][JR 13]。
- 2023年（令和5年）12月24日：鶴見線で運行開始[JR 14]。両数は3両編成8本の計24両[JR 3]。
- 2024年（令和6年）3月16日：鶴見線でワンマン運転を開始[JR 15][JR 16]。
- 2025年（令和7年）冬季：仙石線で運行開始予定。両数は4両編成14本の計56両[JR 8]。置き換え完了後、仙石線でワンマン運転を開始予定。